# Olaszország a 2012. évi nyári olimpiai játékokon
Olaszország a nagy-britanniai Londonban megrendezett 2012. évi nyári olimpiai játékok egyik részt vevő nemzete volt. Az országot az olimpián 28 sportágban 281 sportoló képviselte, akik összesen 28 érmet szereztek.

## Érmesek
| Érem  | Versenyző | Sportág       | Versenyszám                  |
| ----- | --- | ------------- | ---------------------------- |
| Arany | Michele Frangilli Marco Galiazzo Mauro Nespoli | Íjászat       | Férfi csapat                 |
| Arany | Daniele Molmenti | Kajak-kenu    | Férfi szlalom kajak egyes    |
| Arany | Niccolò Campriani | Sportlövészet | Férfi sportpuska, összetett  |
| Arany | Jessica Rossi | Sportlövészet | Női trap                     |
| Arany | Carlo Molfetta | Taekwondo     | Férfi nehézsúly              |
| Arany | Valerio Aspromonte Giorgio Avola Andrea Baldini Andrea Cassarà | Vívás         | Férfi tőr, csapat            |
| Arany | Elisa Di Francisca | Vívás         | Női tőr, egyéni              |
| Arany | Elisa Di Francisca Arianna Errigo Ilaria Salvatori Valentina Vezzali | Vívás         | Női tőr, csapat              |
| Ezüst | Alessio Sartori Romano Battisti | Evezés        | Férfi kétpárevezős           |
| Ezüst | Clemente Russo | Ökölvívás     | Férfi nehézsúly              |
| Ezüst | Roberto Cammarelle | Ökölvívás     | Férfi szupernehézsúly        |
| Ezüst | Luca Tesconi | Sportlövészet | Férfi légpisztoly            |
| Ezüst | Niccolò Campriani | Sportlövészet | Férfi légpuska               |
| Ezüst | Massimo Fabbrizi | Sportlövészet | Férfi trap                   |
| Ezüst | Diego Occhiuzzi | Vívás         | Férfi kard, egyéni           |
| Ezüst | Arianna Errigo | Vívás         | Női tőr, egyéni              |
| Ezüst | Nemzeti válogatott Matteo Aicardi Maurizio Felugo Pietro Figlioli Deni Fiorentini Valentino Gallo Massimo Giacoppo Alex Giorgetti Niccolò Gitto Giacomo Pastorino Amaurys Perez Danijel Premuš Christian Presciutti Stefano Tempesti | Vízilabda     | Férfi                        |
| Bronz | Fabrizio Donato | Atlétika      | Férfi hármasugrás            |
| Bronz | Rosalba Forciniti | Cselgáncs     | Női harmatsúly               |
| Bronz | Marco Aurelio Fontana | Kerékpározás  | Férfi terep-kerékpározás     |
| Bronz | Vincenzo Mangiacapre | Ökölvívás     | Férfi kisváltósúly           |
| Bronz | Nemzeti válogatott Luigi Mastrangelo Simone Parodi Samuele Papi Michal Lasko Ivan Zaytsev Dante Boninfante Cristian Savani Dragan Travica Alessandro Fei Emanuele Birarelli Andrea Bari Andrea Giovi                                 | Röplabda      | Férfi                        |
| Bronz | Mauro Sarmiento | Taekwondo     | Férfi váltósúlyú             |
| Bronz | Matteo Morandi | Torna         | Férfi gyűrű                  |
| Bronz | Elisa Blanchi Romina Laurito Marta Pagnini Elisa Santoni Angelica Savrayuk Andreea Stefanescu | Torna         | Ritmikus gimnasztika, csapat |
| Bronz | Martina Grimaldi | Úszás         | Női 10 km nyílt vízi         |
| Bronz | Aldo Montano Diego Occhiuzzi Luigi Tarantino Luigi Samele | Vívás         | Férfi kard, csapat           |
| Bronz | Valentina Vezzali | Vívás         | Női tőr, egyéni              |

## Asztalitenisz
Férfi
| Versenyző      | Versenyszám | Selejtező         | 64-es főtábla                               | 48-as főtábla                                                 | 32-es főtábla     | Nyolcaddöntő      | Negyeddöntő       | Elődöntő          | Döntő             | Helyezés |
| Versenyző      | Versenyszám | Ellenfél Eredmény | Ellenfél Eredmény                           | Ellenfél Eredmény                                             | Ellenfél Eredmény | Ellenfél Eredmény | Ellenfél Eredmény | Ellenfél Eredmény | Ellenfél Eredmény | Helyezés |
| -------------- | ----------- | ----------------- | ------------------------------------------- | ------------------------------------------------------------- | ----------------- | ----------------- | ----------------- | ----------------- | ----------------- | -------- |
| Mihai Bobocica | Egyes       | erőnyerő          | Andy Pereira (CUB) · 11–6, 11–7, 11–3, 11–4 | Werner Schlager (AUT) · 12–10, 9–11, 11–5, 8–11, 12–14, 10–12 | kiesett           | kiesett           | kiesett           | kiesett           | kiesett           | 33.      |

Női
| Versenyző              | Versenyszám | Selejtező         | 64-es főtábla                                      | 48-as főtábla                                                       | 32-es főtábla     | Nyolcaddöntő      | Negyeddöntő       | Elődöntő          | Döntő             | Helyezés |
| Versenyző              | Versenyszám | Ellenfél Eredmény | Ellenfél Eredmény                                  | Ellenfél Eredmény                                                   | Ellenfél Eredmény | Ellenfél Eredmény | Ellenfél Eredmény | Ellenfél Eredmény | Ellenfél Eredmény | Helyezés |
| ---------------------- | ----------- | ----------------- | -------------------------------------------------- | ------------------------------------------------------------------- | ----------------- | ----------------- | ----------------- | ----------------- | ----------------- | -------- |
| Wenling Tan Monfardini | Egyes       | erőnyerő          | Olufunke Oshonaike (NGR) · 11–7, 11–5, 11–10, 11–1 | Anna Tyihomirova (RUS) · 11–6, 6–11, 8–11, 14–12, 11–8, 6–11, 10–12 | kiesett           | kiesett           | kiesett           | kiesett           | kiesett           | 33.      |

## Atlétika
Férfi
| Versenyző                                                    | Versenyszám     | Előfutam | Előfutam | Előfutam | Elődöntő | Elődöntő | Elődöntő | Döntő    | Döntő    |
| Versenyző                                                    | Versenyszám     | Idő      | Hely.    | Össz.    | Idő      | Hely.    | Össz.    | Idő      | Helyezés |
| ------------------------------------------------------------ | --------------- | -------- | -------- | -------- | -------- | -------- | -------- | -------- | -------- |
| Daniele Meucci                                               | 5000 m          | 13:28,71 | 8.       | 22.      |          |          |          | kiesett  | kiesett  |
| Daniele Meucci                                               | 10 000 m        |          |          |          |          |          |          | 28:57,46 | 24.      |
| Ruggero Pertile                                              | Maraton         |          |          |          |          |          |          | 2:12:45  | 10.      |
| Emanuele Abate                                               | 110 m gát       | 13,46    | 4.       | 12.      | 13,35    | 4.       | 10.      | kiesett  | kiesett  |
| José Reynaldo Bencosme de Leon                               | 400 m gát       | 49,35    | 3.       | 17.      | 50,07    | 6.       | 18.      | kiesett  | kiesett  |
| Yuri Floriani                                                | 3000 m akadály  | 8:29,01  | 2.       | 19.      |          |          |          | 8:40,07  | 13.      |
| Simone Collio Jacques Riparelli Davide Manenti Fabio Cerutti | 4 × 100 m váltó | 38,58    | 7.       | 14.      |          |          |          | kiesett  | kiesett  |
| Giorgio Rubino                                               | 20 km gyaloglás |          |          |          |          |          |          | 1:25:28  | 42.      |
| Marco De Luca                                                | 50 km gyaloglás |          |          |          |          |          |          | 3:47:19  | 17.      |

| Versenyző          | Versenyszám   | Selejtező | Selejtező | Döntő    | Döntő    |
| Versenyző          | Versenyszám   | Eredmény  | Helyezés  | Eredmény | Helyezés |
| ------------------ | ------------- | --------- | --------- | -------- | -------- |
| Gianmarco Tamberi  | Magasugrás    | 221 cm    | 21.***    | kiesett  | kiesett  |
| Fabrizio Donato    | Hármasugrás   | 16,86 m   | 8.        | 17,48 m  |          |
| Daniele Greco      | Hármasugrás   | 17,00 m   | 4.        | 17,34 m  | 4.       |
| Nicola Vizzoni     | Kalapácsvetés | 74,79 m   | 10.       | 76,07 m  | 8.       |
| Lorenzo Povegliano | Kalapácsvetés | 71,55 m   | 27.       | kiesett  | kiesett  |

Női
| Versenyző                                                              | Versenyszám     | Előfutam | Előfutam | Előfutam | Elődöntő | Elődöntő | Elődöntő | Döntő    | Döntő    |
| Versenyző                                                              | Versenyszám     | Idő      | Hely.    | Össz.    | Idő      | Hely.    | Össz.    | Idő      | Helyezés |
| ---------------------------------------------------------------------- | --------------- | -------- | -------- | -------- | -------- | -------- | -------- | -------- | -------- |
| Gloria Hooper                                                          | 200 m           | 23,25    | 6.       | 29.      | kiesett  | kiesett  | kiesett  | kiesett  | kiesett  |
| Libania Grenot                                                         | 400 m           | 52,13    | 3.       | 21.      | 51,18    | 3.       | 9.       | kiesett  | kiesett  |
| Elena Romagnolo                                                        | 5000 m          | 15:06,38 | 9.       | 15.      |          |          |          | 15:35,69 | 15.      |
| Silvia Weissteiner                                                     | 5000 m          | 15:06,81 | 7.       | 16.      |          |          |          | kiesett  | kiesett  |
| Nadia Ejjafini                                                         | 5000 m          | 15:24,70 | 14.      | 26.      |          |          |          | kiesett  | kiesett  |
| Nadia Ejjafini                                                         | 10 000 m        |          |          |          |          |          |          | 31:57,03 | 18.      |
| Valeria Straneo                                                        | Maraton         |          |          |          |          |          |          | 2:25:27  | 8.       |
| Anna Incerti                                                           | Maraton         |          |          |          |          |          |          | 2:29:38  | 29.      |
| Rosaria Console                                                        | Maraton         |          |          |          |          |          |          | 2:30:09  | 30.      |
| Marzia Caravelli                                                       | 100 m gát       | 13,01    | 3.       | 14.**    | kizárták | kizárták | kizárták | kiesett  | kiesett  |
| Chiara Bazzoni Maria Enrica Spacca Elena Maria Bonfanti Libania Grenot | 4 × 400 m váltó | 3:29,01  | 7.       | 11.      |          |          |          | kiesett  | kiesett  |
| Elisa Rigaudo                                                          | 20 km gyaloglás |          |          |          |          |          |          | 1:27:36  | 7.       |
| Eleonora Giorgi                                                        | 20 km gyaloglás |          |          |          |          |          |          | 1:29:48  | 14.      |

| Versenyző        | Versenyszám   | Selejtező | Selejtező | Döntő    | Döntő    |
| Versenyző        | Versenyszám   | Eredmény  | Helyezés  | Eredmény | Helyezés |
| ---------------- | ------------- | --------- | --------- | -------- | -------- |
| Simona La Mantia | Hármasugrás   | 13,92 m   | 18.       | kiesett  | kiesett  |
| Chiara Rosa      | Súlylökés     | 18,30 m   | 15.       | kiesett  | kiesett  |
| Silvia Salis     | Kalapácsvetés | 10,84 m   | 36.       | kiesett  | kiesett  |

** - két másik versenyzővel azonos eredményt ért el

*** - három másik versenyzővel azonos eredményt ért el

## Birkózás

### Férfi
Kötöttfogású
| Versenyző         | Versenyszám | Selejtező         | Nyolcaddöntő                       | Negyeddöntő       | Elődöntő          | Vigaszág első kör | Vigaszág elődöntő | Bronz- mérkőzés   | Döntő             | Helyezés |
| Versenyző         | Versenyszám | Ellenfél Eredmény | Ellenfél Eredmény                  | Ellenfél Eredmény | Ellenfél Eredmény | Ellenfél Eredmény | Ellenfél Eredmény | Ellenfél Eredmény | Ellenfél Eredmény | Helyezés |
| ----------------- | ----------- | ----------------- | ---------------------------------- | ----------------- | ----------------- | ----------------- | ----------------- | ----------------- | ----------------- | -------- |
| Daigoro Timoncini | 96 kg       | erőnyerő          | Artur Alekszanján (ARM) · 0–1, 0–2 | kiesett           | kiesett           |                   |                   |                   |                   | 18.      |

## Cselgáncs
Férfi
| Versenyző         | Versenyszám | Selejtező                           | 32-es főtábla                           | Nyolcaddöntő                         | Negyeddöntő                              | Elődöntő                              | Vigaszág elődöntő | Bronz- mérkőzés                      | Döntő             | Helyezés |
| Versenyző         | Versenyszám | Ellenfél Eredmény                   | Ellenfél Eredmény                       | Ellenfél Eredmény                    | Ellenfél Eredmény                        | Ellenfél Eredmény                     | Ellenfél Eredmény | Ellenfél Eredmény                    | Ellenfél Eredmény | Helyezés |
| ----------------- | ----------- | ----------------------------------- | --------------------------------------- | ------------------------------------ | ---------------------------------------- | ------------------------------------- | ----------------- | ------------------------------------ | ----------------- | -------- |
| Elio Verde        | Légsúly     | Juan Postigo (PER) · 100(0)–000(1)  | Heorhij Zantaraja (UKR) · 001(0)–000(2) | Nabor Castillo (MEX) · 101(1)–001(1) | Hovhannesz Davtjan (ARM) · 001(0)–000(2) | Hiraoka Hiroaki (JPN) · 000(0)–110(0) |                   | Felipe Kitadai (BRA) · 000(0)–001(1) |                   | 5.       |
| Francesco Faraldo | Harmatsúly  | Sugoi Uriarte (ESP) · 000(0)–100(0) | kiesett                                 | kiesett                              | kiesett                                  | kiesett                               |                   |                                      |                   | 33.      |
| Antonio Ciano     | Váltósúly   | erőnyerő                            | Ole Bischof (GER) · 000(1)–010(1)       | kiesett                              | kiesett                                  | kiesett                               |                   |                                      |                   | 17.      |
| Roberto Meloni    | Középsúly   |                                     | Parviz Szobirov (TJK) · 010(1)–001(3)   | Tiago Camilo (BRA) · 000(1)–101(1)   | kiesett                                  | kiesett                               |                   |                                      |                   | 9.       |

Női
| Versenyző          | Versenyszám | Selejtező                          | Nyolcaddöntő                        | Negyeddöntő                               | Elődöntő                              | Vigaszág elődöntő                       | Bronz- mérkőzés                            | Döntő             | Helyezés |
| Versenyző          | Versenyszám | Ellenfél Eredmény                  | Ellenfél Eredmény                   | Ellenfél Eredmény                         | Ellenfél Eredmény                     | Ellenfél Eredmény                       | Ellenfél Eredmény                          | Ellenfél Eredmény | Helyezés |
| ------------------ | ----------- | ---------------------------------- | ----------------------------------- | ----------------------------------------- | ------------------------------------- | --------------------------------------- | ------------------------------------------ | ----------------- | -------- |
| Elena Moretti      | Légsúly     | erőnyerő                           | Paula Pareto (ARG) · 000(0)–001(0)  | kiesett                                   | kiesett                               |                                         |                                            |                   | 9.       |
| Rosalba Forciniti  | Harmatsúly  | erőnyerő                           | Romy Tarangul (GER) · 001(0)–000(2) | Kim Gjongok (KOR) · 000(1)–000(1) (bírói) | An Kume (PRK) · 000(1)–000(1) (bírói) |                                         | Marie Muller (LUX) · 000(1)–000(0) (bírói) |                   |          |
| Giulia Quintavalle | Könnyűsúly  | erőnyerő                           | Kim Dzsandi (KOR) · 101(1)–000(2)   | Macumoto Kaori (JPN) · 000(1)–010(0)      |                                       | Sabrina Filzmoser (AUT) · 100(0)–000(H) | Marti Malloy (USA) · 000(1)–100(0)         |                   | 5.       |
| Edwige Gwend       | Váltósúly   | erőnyerő                           | Xu Lili (CHN) · 000(2)–021(1)       | kiesett                                   | kiesett                               |                                         |                                            |                   | 9.       |
| Erica Barbieri     | Középsúly   | Hvang Jeszul (KOR) · 001(0)–010(2) | kiesett                             | kiesett                                   | kiesett                               |                                         |                                            |                   | 17.      |

## Evezés
Férfi
| Versenyző                                                          | Versenyszám                          | Előfutam | Előfutam | Vigaszág | Vigaszág | Elődöntő | Elődöntő | Elődöntő | Döntő | Döntő   | Döntő | Helyezés |
| Versenyző                                                          | Versenyszám                          | Idő      | Hely.    | Idő      | Hely.    | Típus    | Idő      | Hely.    | Típus | Idő     | Hely. | Helyezés |
| ------------------------------------------------------------------ | ------------------------------------ | -------- | -------- | -------- | -------- | -------- | -------- | -------- | ----- | ------- | ----- | -------- |
| Alessio Sartori Romano Battisti                                    | Kétpárevezős                         | 6:18,50  | 2.       |          |          | A/B      | 6:20,68  | 3.       | A     | 6:32,80 | 2.    |          |
| Niccolò Mornati Lorenzo Carboncini                                 | Kormányos nélküli kettes             | 6:18,33  | 2.       |          |          | A/B      | 6:55,82  | 2.       | A     | 6:26,17 | 4.    | 4.       |
| Matteo Stefanini Francesco Fossi Pierpaolo Frattini Simone Raineri | Négypárevezős                        | 6:08,99  | 5.       | 5:44,57  | 2.       | A/B      | 6:18,96  | 6.       | B     | 6:02,57 | 5.    | 11.      |
| Simone Venier Mario Paonessa Luca Agamennoni Vincenzo Capelli      | Kormányos nélküli négyes             | 6:02,01  | 4.       | 6:04,27  | 3.       | A/B      | 6:05,00  | 4.       | B     | 6:09,42 | 2.    | 8.       |
| Pietro Ruta Elia Luini                                             | Könnyűsúlyú kétpárevezős             | 6:35,72  | 1.       |          |          | A/B      | 6:41,17  | 5.       | B     | 6:29,92 | 1.    | 7.       |
| Daniele Danesin Marcello Miani Andrea Caianiello Martino Goretti   | Könnyűsúlyú kormányos nélküli négyes | 5:56,71  | 4.       |          |          | A/B      | 6:08,44  | 5.       | B     | 6:14,63 | 6.    | 12.      |

Női
| Versenyző                     | Versenyszám              | Előfutam | Előfutam | Vigaszág | Vigaszág | Döntő | Döntő   | Döntő | Helyezés |
| Versenyző                     | Versenyszám              | Idő      | Hely.    | Idő      | Hely.    | Típus | Idő     | Hely. | Helyezés |
| ----------------------------- | ------------------------ | -------- | -------- | -------- | -------- | ----- | ------- | ----- | -------- |
| Claudia Wurzel Sara Bertolasi | Kormányos nélküli kettes | 7:21,44  | 5.       | 7:18,14  | 4.       | B     | 8:06,14 | 4.    | 10.      |

## Íjászat
Férfi
| Versenyző                                      | Versenyszám | Selejtező | Selejtező | 64-es főtábla                       | 32-es főtábla     | Nyolcaddöntő                                                                   | Negyeddöntő                                                      | Elődöntő                                                                            | Döntő                                                                               | Helyezés |
| Versenyző                                      | Versenyszám | Pont      | Kiemelt   | Ellenfél Eredmény                   | Ellenfél Eredmény | Ellenfél Eredmény                                                              | Ellenfél Eredmény                                                | Ellenfél Eredmény                                                                   | Ellenfél Eredmény                                                                   | Helyezés |
| ---------------------------------------------- | ----------- | --------- | --------- | ----------------------------------- | ----------------- | ------------------------------------------------------------------------------ | ---------------------------------------------------------------- | ----------------------------------------------------------------------------------- | ----------------------------------------------------------------------------------- | -------- |
| Michele Frangilli                              | Egyéni      | 662       | 37.       | Dmitro Hracsov (UKR) (28.) · 3–7    | kiesett           | kiesett                                                                        | kiesett                                                          | kiesett                                                                             | kiesett                                                                             | 33.      |
| Marco Galiazzo                                 | Egyéni      | 662       | 36.       | Juan René Serrano (MEX) (29.) · 2–6 | kiesett           | kiesett                                                                        | kiesett                                                          | kiesett                                                                             | kiesett                                                                             | 33.      |
| Mauro Nespoli                                  | Egyéni      | 674       | 11.       | Chen Yu-Cheng (TPE) (54.) · 2–6     | kiesett           | kiesett                                                                        | kiesett                                                          | kiesett                                                                             | kiesett                                                                             | 33.      |
| Michele Frangilli Marco Galiazzo Mauro Nespoli | Csapat      | 1998      | 6.        |                                     |                   | Tajvan (TPE) · Chen Yu-Cheng · Kuo Cheng-Wei · Wang Cheng-Pang (11.) · 216–206 | Kína (CHN) · Dai Xiaoxiang · Liu Zhaowu · Xing Yu (3.) · 220–216 | Mexikó (MEX) · Juan René Serrano · Luis Eduardo Vélez · Luis Álvarez (7.) · 217–215 | Egyesült Államok (USA) · Jacob Wukie · Brady Ellison · Jake Kaminski (4.) · 219–218 |          |

Női
| Versenyző                                   | Versenyszám | Selejtező | Selejtező | 64-es főtábla                   | 32-es főtábla                     | Nyolcaddöntő                                                   | Negyeddöntő                  | Elődöntő          | Döntő             | Helyezés |
| Versenyző                                   | Versenyszám | Pont      | Kiemelt   | Ellenfél Eredmény               | Ellenfél Eredmény                 | Ellenfél Eredmény                                              | Ellenfél Eredmény            | Ellenfél Eredmény | Ellenfél Eredmény | Helyezés |
| ------------------------------------------- | ----------- | --------- | --------- | ------------------------------- | --------------------------------- | -------------------------------------------------------------- | ---------------------------- | ----------------- | ----------------- | -------- |
| Pia Lionetti                                | Egyéni      | 652       | 19.       | Karen Hultzer (RSA) (46.) · 6–2 | Miranda Leek (USA) (14.) · 6–4    | Tan Ya-ting (TPE) (3.) · 6–2                                   | Aída Román (MEX) (11.) · 2–6 | kiesett           | kiesett           | 7.       |
| Natalia Valeeva                             | Egyéni      | 650       | 24.       | Kvon Unszil (PRK) (41.) · 7–3   | Kszenyija Perova (RUS) (9.) · 2–6 | kiesett                                                        | kiesett                      | kiesett           | kiesett           | 17.      |
| Jessica Tomasi                              | Egyéni      | 635       | 44.       | Cshö Hjondzsu (KOR) (21.) · 5–6 | kiesett                           | kiesett                                                        | kiesett                      | kiesett           | kiesett           | 33.      |
| Pia Lionetti Jessica Tomasi Natalia Valeeva | Csapat      | 1937      | 10.       |                                 |                                   | Kína (CHN) · Cheng Ming · Fang Yuting · Xu Jing (7.) · 199–200 | kiesett                      | kiesett           | kiesett           | 9.       |

## Kajak-kenu

### Síkvízi
Férfi
| Versenyző          | Versenyszám        | Előfutam | Előfutam | Előfutam | Elődöntő | Elődöntő | Elődöntő | Döntő   | Döntő   | Döntő    | Helyezés |
| Versenyző          | Versenyszám        | Idő      | Hely.    | Össz.    | Idő      | Hely.    | Össz.    | Típus   | Idő     | Helyezés | Helyezés |
| ------------------ | ------------------ | -------- | -------- | -------- | -------- | -------- | -------- | ------- | ------- | -------- | -------- |
| Maximilian Benassi | Kajak egyes 1000 m | 3:35,543 | 7.       | 14.      | kiesett  | kiesett  | kiesett  | kiesett | kiesett | kiesett  | 18.      |

Női
| Versenyző            | Versenyszám       | Előfutam | Előfutam | Előfutam | Elődöntő | Elődöntő | Elődöntő | Döntő   | Döntő    | Döntő    | Helyezés |
| Versenyző            | Versenyszám       | Idő      | Hely.    | Össz.    | Idő      | Hely.    | Össz.    | Típus   | Idő      | Helyezés | Helyezés |
| -------------------- | ----------------- | -------- | -------- | -------- | -------- | -------- | -------- | ------- | -------- | -------- | -------- |
| Norma Murabito       | Kajak egyes 200 m | 43,820   | 7.       | 23.      | kiesett  | kiesett  | kiesett  | kiesett | kiesett  | kiesett  | 25.      |
| Josefa Idem-Guerrini | Kajak egyes 500 m | 1:55,619 | 3.       | 14.      | 1:52,232 | 1.       | 9.       | A       | 1:53,223 | 5.       | 5.       |

### Szlalom
| Versenyző                      | Versenyszám       | Selejtező | Selejtező | Selejtező | Selejtező | Selejtező     | Selejtező     | Elődöntő | Elődöntő | Döntő   | Döntő    |
| Versenyző                      | Versenyszám       | 1. futam  | 1. futam  | 2. futam  | 2. futam  | Jobb eredmény | Jobb eredmény | Elődöntő | Elődöntő | Döntő   | Döntő    |
| Versenyző                      | Versenyszám       | Pont      | Hely.     | Pont      | Hely.     | Pont          | Hely.         | Pont     | Hely.    | Pont    | Helyezés |
| ------------------------------ | ----------------- | --------- | --------- | --------- | --------- | ------------- | ------------- | -------- | -------- | ------- | -------- |
| Daniele Molmenti               | Férfi kajak egyes | 91,40     | 10.       | 88,68     | 8.        | 88,68         | 9.            | 96,37    | 3.       | 93,43   |          |
| Stefano Cipressi               | Férfi kenu egyes  | 96,40     | 9.        | 99,74     | 11.       | 96,40         | 13.           | kiesett  | kiesett  | kiesett | kiesett  |
| Gauthier Klauss Matthieu Peche | Férfi kenu kettes | 120,64    | 14.       | 111,55    | 10.       | 111,55        | 13.           | kiesett  | kiesett  | kiesett | kiesett  |
| Clara Giai Pron                | Női kajak egyes   | 99,66     | 2.        | 112,65    | 15.       | 99,66         | 3.            | 176,61   | 15.      | kiesett | kiesett  |

## Kerékpározás

### BMX
| Versenyző        | Versenyszám | Selejtező | Selejtező | Negyeddöntő | Negyeddöntő | Elődöntő | Elődöntő | Döntő   | Döntő    | Helyezés |
| Versenyző        | Versenyszám | Idő       | Helyezés  | Pont        | Helyezés    | Pont     | Helyezés | Idő     | Helyezés | Helyezés |
| ---------------- | ----------- | --------- | --------- | ----------- | ----------- | -------- | -------- | ------- | -------- | -------- |
| Manuel De Vecchi | Férfi       | 39,385    | 18.       | 29          | 7.          | kiesett  | kiesett  | kiesett | kiesett  | 26.      |

### Hegyi-kerékpározás
| Versenyző             | Versenyszám        | Idő             | Helyezés |
| --------------------- | ------------------ | --------------- | -------- |
| Marco Aurelio Fontana | Férfi terepverseny | 1:29:32 (+0:25) |          |
| Gerhard Kerschbaumer  | Férfi terepverseny | 1:32:02 (+2:55) | 13.      |
| Eva Lechner           | Női terepverseny   | 1:37:36 (+6:44) | 17.      |

### Országúti kerékpározás
Férfi
| Versenyző       | Versenyszám   | Idő                 | Helyezés |
| --------------- | ------------- | ------------------- | -------- |
| Luca Paolini    | Mezőnyverseny | 5:46:05 (+0:08)     | 9.       |
| Elia Viviani    | Mezőnyverseny | 5:46:37 (+0:40)     | 38.      |
| Sacha Modolo    | Mezőnyverseny | 5:46:51 (+0:54)     | 99.      |
| Vincenzo Nibali | Mezőnyverseny | 5:46:53 (+0:56)     | 101.     |
| Marco Pinotti   | Mezőnyverseny | 5:54:04 (+8:07)     | 107.     |
| Marco Pinotti   | Időfutam      | 52:49,28 (+2:09,74) | 5.       |

Női
| Versenyző        | Versenyszám   | Idő                 | Helyezés        |
| ---------------- | ------------- | ------------------- | --------------- |
| Noemi Cantele    | Időfutam      | 41:51,18 (+4:16,36) | 22.             |
| Noemi Cantele    | Mezőnyverseny | 3:36:04 (+0:35)     | 34.             |
| Giorgia Bronzini | Mezőnyverseny | 3:35:56 (+0:27)     | 5.              |
| Monia Baccaille  | Mezőnyverseny | limitidőn kívül     | limitidőn kívül |
| Tatiana Guderzo  | Mezőnyverseny | 3:36:01 (+0:32)     | 30.             |
| Tatiana Guderzo  | Időfutam      | 41:48,94 (+4:14,12) | 21.             |

### Pálya-kerékpározás
Omnium
| Versenyző    | Versenyszám | 200 méter | 200 méter | 30 km-es pontverseny | 30 km-es pontverseny | Kieséses verseny | 4 km-es egyéni üldözőverseny | 4 km-es egyéni üldözőverseny | 15 km-es scratch | 15 km-es scratch | 1000 m-es időfutam | 1000 m-es időfutam | Összesítés | Összesítés |
| Versenyző    | Versenyszám | Idő       | Hely.     | Pont                 | Hely.                | Hely.            | Eredmény                     | Hely.                        | Lekörözés        | Hely.            | Idő                | Hely.              | Pont       | Helyezés   |
| ------------ | ----------- | --------- | --------- | -------------------- | -------------------- | ---------------- | ---------------------------- | ---------------------------- | ---------------- | ---------------- | ------------------ | ------------------ | ---------- | ---------- |
| Elia Viviani | Női         | 13,359    | 6.        | 47                   | 5.                   | 2.               | 4:28,499                     | 7.                           | 0                | 5.               | 1:04,239           | 9.                 | 34         | 6.         |

## Lovaglás
Díjlovaglás
| Versenyző        | Ló                 | Versenyszám | 1. kör | 1. kör | 2. kör | 2. kör | Döntő     | Döntő   | Végeredmény | Végeredmény |
| Versenyző        | Ló                 | Versenyszám | 1. kör | 1. kör | 2. kör | 2. kör | Technikai | Művészi | Végeredmény | Végeredmény |
| Versenyző        | Ló                 | Versenyszám | Pont   | Hely.  | Pont   | Hely.  | Pont      | Pont    | Pont        | Helyezés    |
| ---------------- | ------------------ | ----------- | ------ | ------ | ------ | ------ | --------- | ------- | ----------- | ----------- |
| Valentina Truppa | Eremo del Castegno | Egyéni      | 75,790 | 9.     | 73,127 | 18.    | 75,143    | 81,286  | 78,214      | 15.         |

Lovastusa
| Versenyző           | Ló         | Versenyszám | Díjlovaglás | Díjlovaglás | Tereplovaglás | Tereplovaglás | Tereplovaglás | Díjugratás | Díjugratás  | Díjugratás | Díjugratás | Végeredmény | Végeredmény |
| Versenyző           | Ló         | Versenyszám | Díjlovaglás | Díjlovaglás | Tereplovaglás | Tereplovaglás | Tereplovaglás | Selejtező  | Selejtező   | Selejtező  | Döntő      | Végeredmény | Végeredmény |
| Versenyző           | Ló         | Versenyszám | Bünt.       | Hely.       | Bünt.         | Bünt. össz.   | Hely.         | Bünt.      | Bünt. össz. | Hely.      | Bünt.      | Bünt.       | Helyezés    |
| ------------------- | ---------- | ----------- | ----------- | ----------- | ------------- | ------------- | ------------- | ---------- | ----------- | ---------- | ---------- | ----------- | ----------- |
| Stefano Brecciaroli | Cappa Hill | Egyéni      | 38,50       | 2.          | 11,60         | 50,10         | 16.           | 11,00      | 61,10       | 25.        | 8,00       | 69,10       | 19.         |
| Vittoria Panizzon   | Rock Model | Egyéni      | 53,50       | 46.         | 0,00          | 53,50         | 22.           | 1,00       | 54,50       | 15.        | 0,00       | 54,50       | 11.         |

## Műugrás
Férfi
| Versenyző           | Versenyszám        | Selejtező | Selejtező | Elődöntő | Elődöntő | Döntő   | Döntő    |
| Versenyző           | Versenyszám        | Pont      | Helyezés  | Pont     | Helyezés | Pont    | Helyezés |
| ------------------- | ------------------ | --------- | --------- | -------- | -------- | ------- | -------- |
| Michele Benedetti   | Egyéni műugrás     | 433,05    | 20.       | kiesett  | kiesett  | kiesett | kiesett  |
| Tommaso Rinaldi     | Egyéni műugrás     | 400,00    | 24.       | kiesett  | kiesett  | kiesett | kiesett  |
| Francesco Dell’Uomo | Egyéni toronyugrás | 370,25    | 27.       | kiesett  | kiesett  | kiesett | kiesett  |
| Andrea Chiarabini   | Egyéni toronyugrás | 367,75    | 28.       | kiesett  | kiesett  | kiesett | kiesett  |

Női
| Versenyző                        | Versenyszám        | Selejtező | Selejtező | Elődöntő | Elődöntő | Döntő   | Döntő    |
| Versenyző                        | Versenyszám        | Pont      | Helyezés  | Pont     | Helyezés | Pont    | Helyezés |
| -------------------------------- | ------------------ | --------- | --------- | -------- | -------- | ------- | -------- |
| Tania Cagnotto                   | Egyéni műugrás     | 349,80    | 3.        | 362,10   | 2.       | 362,20  | 4.       |
| Francesca Dallapè                | Egyéni műugrás     | 311,25    | 13.       | 312,60   | 15.      | kiesett | kiesett  |
| Bátki Noémi                      | Egyéni toronyugrás | 324,20    | 12.       | 325,45   | 10.      | 350,05  | 8.       |
| Brenda Spaziani                  | Egyéni toronyugrás | 268,00    | 23.       | kiesett  | kiesett  | kiesett | kiesett  |
| Tania Cagnotto Francesca Dallapè | Szinkron műugrás   |           |           |          |          | 314,10  | 4.       |

## Ökölvívás
Férfi
| Versenyző            | Versenyszám     | Selejtező                  | Nyolcaddöntő                        | Negyeddöntő                        | Elődöntő                            | Döntő                          | Helyezés |
| Versenyző            | Versenyszám     | Ellenfél Eredmény          | Ellenfél Eredmény                   | Ellenfél Eredmény                  | Ellenfél Eredmény                   | Ellenfél Eredmény              | Helyezés |
| -------------------- | --------------- | -------------------------- | ----------------------------------- | ---------------------------------- | ----------------------------------- | ------------------------------ | -------- |
| Manuel Cappai        | Papírsúly       | Mark Barriga (PHI) · 7–17  | kiesett                             | kiesett                            | kiesett                             | kiesett                        | 17.      |
| Vincenzo Picardi     | Légsúly         | erőnyerő                   | Njambajarin Tögszcogt (MGL) · 16–17 | kiesett                            | kiesett                             | kiesett                        | 9.       |
| Vittorio Parrinello  | Harmatsúly      | Jonas Matheus (NAM) · 18–7 | Luke Campbell (GBR) · 9–11          | kiesett                            | kiesett                             | kiesett                        | 9.       |
| Domenico Valentino   | Könnyűsúly      | erőnyerő                   | Josh Taylor (GBR) · 15–10           | Evaldas Petrauskas (LTU) · 14–16   | kiesett                             | kiesett                        | 5.       |
| Vincenzo Mangiacapre | Kisváltósúly    | erőnyerő                   | Káté Gyula (HUN) · 20–14            | Danyijar Jeleuszinov (KAZ) · 16–12 | Roniel Iglesias (CUB) · 8–15        | kiesett                        |          |
| Clemente Russo       | Nehézsúly       |                            | Tumba Silva (ANG) · mérkőzés nélkül | José Larduet (CUB) · 12–10         | Teymur Məmmədov (AZE) · 15–13       | Olekszandr Uszik (UKR) · 11–14 |          |
| Roberto Cammarelle   | Szupernehézsúly |                            | Ítalo Perea (ECU) · 18–10           | Mohamed Arjaoui (MAR) · 12–11      | Məhəmmədrəsul Məcidov (AZE) · 13–12 | Anthony Joshua (GBR) · 18–18+  |          |

## Öttusa
| Versenyző        | Versenyszám | Vívás    | Vívás | Vívás  | Úszás   | Úszás | Úszás | Lovaglás | Lovaglás | Lovaglás | Lovaglás | Futás/Lövészet | Futás/Lövészet | Futás/Lövészet | Futás/Lövészet | Összesen    | Összesen |
| Versenyző        | Versenyszám | Eredmény | Pont  | Hely.  | Idő     | Pont  | Hely. | Idő      | Hibapont | Pont     | Hely.    | Lövőhiba       | Idő            | Pont           | Hely.          | Összes pont | Helyezés |
| ---------------- | ----------- | -------- | ----- | ------ | ------- | ----- | ----- | -------- | -------- | -------- | -------- | -------------- | -------------- | -------------- | -------------- | ----------- | -------- |
| Riccardo De Luca | Férfi       | 16–19    | 784   | 20.**  | 2:08,29 | 1264  | 24.   | 72,09    | 0        | 1200     | 3.       | 10             | 10:32,34       | 2472           | 5.             | 5720        | 9.       |
| Nicola Benedetti | Férfi       | 17–18    | 808   | 13.*** | 2:18,47 | 1140  | 36.   | 84,16    | 116      | 1084     | 26.      | 7              | 10:16,92       | 2536           | 1.             | 5568        | 20.      |
| Claudia Cesarini | Női         | 15–20    | 760   | 25.*   | 2:22,77 | 1088  | 29.   | 89,15    | 156      | 1044     | 30.      | 3              | 12:25,66       | 2020           | 19.            | 4912        | 25.      |
| Sabrina Crognale | Női         | 20–15    | 880   | 8.*    | 2:24,24 | 1072  | 30.   | 78,56    | 78       | 1128     | 18.      | 15             | 13:27,22       | 1772           | 33.            | 4852        | 27.      |

* - két másik versenyzővel azonos eredményt ért el

** - négy másik versenyzővel azonos eredményt ért el

*** - hat másik versenyzővel azonos eredményt ért el

## Röplabda

### Férfi
| Olasz férfi röplabdacsapat-játékoskeret                                                              | Olasz férfi röplabdacsapat-játékoskeret                                                              |
| --- | --- |
| - Andrea Bari - Emanuele Birarelli - Dante Boninfante - Alessandro Fei - Andrea Giovi - Michal Lasko | - Luigi Mastrangelo - Samuele Papi - Simone Parodi - Cristian Savani - Dragan Travica - Ivan Zaytsev |

#### Eredmények
Csoportkör
A csoport
|                      |      | Mérkőzések | Mérkőzések | Szettek | Szettek | Szettek | Pontok | Pontok | Pontok |
| Csapat               | Pont | Gy         | V          | Sz+     | Sz–     | SzA     | P+     | P–     | PA     |
| -------------------- | ---- | ---------- | ---------- | ------- | ------- | ------- | ------ | ------ | ------ |
| Bulgária (BUL)       | 12   | 4          | 1          | 13      | 4       | 3,250   | 407    | 390    | 1,044  |
| Lengyelország (POL)  | 9    | 3          | 2          | 11      | 7       | 1,571   | 433    | 374    | 1,158  |
| Argentína (ARG)      | 9    | 3          | 2          | 10      | 7       | 1,429   | 382    | 367    | 1,041  |
| Olaszország (ITA)    | 8    | 3          | 2          | 10      | 9       | 1,111   | 426    | 413    | 1,031  |
| Ausztrália (AUS)     | 7    | 2          | 3          | 8       | 10      | 0,800   | 395    | 397    | 0,995  |
| Nagy-Britannia (GBR) | 0    | 0          | 5          | 0       | 15      | 0,000   | 274    | 376    | 0,729  |

| 2012. július 29. 20:00 (21:00) | Olaszország (ITA)                        | 1–3 | Lengyelország (POL) | Earls Court Exhibition Centre, London Nézőszám: 15 000 Játékvezető: Rolando Cholakian (ARG), Zorica Bjelić (SRB) |
| 2012. július 29. 20:00 (21:00) | (25–21, 20–25, 23–25, 14–25) Jegyzőkönyv |     |                     | Earls Court Exhibition Centre, London Nézőszám: 15 000 Játékvezető: Rolando Cholakian (ARG), Zorica Bjelić (SRB) |

| 2012. július 31. 14:45 (15:45) | Olaszország (ITA)                        | 3–1 | Argentína (ARG) | Earls Court Exhibition Centre, London Nézőszám: 12 500 Játékvezető: Ibrahim Al-Naama (QAT), Frans Loderus (NED) |
| 2012. július 31. 14:45 (15:45) | (25–17, 21–25, 25–17, 25–23) Jegyzőkönyv |     |                 | Earls Court Exhibition Centre, London Nézőszám: 12 500 Játékvezető: Ibrahim Al-Naama (QAT), Frans Loderus (NED) |

| 2012. augusztus 2. 22:00 (23:00) | Nagy-Britannia (GBR)              | 0–3 | Olaszország (ITA) | Earls Court Exhibition Centre, London Nézőszám: 11 500 Játékvezető: Rogerio Espicalsky (BRA), Mohamed Shaaban (EGY) |
| 2012. augusztus 2. 22:00 (23:00) | (19–25, 16–25, 20–25) Jegyzőkönyv |     |                   | Earls Court Exhibition Centre, London Nézőszám: 11 500 Játékvezető: Rogerio Espicalsky (BRA), Mohamed Shaaban (EGY) |

| 2012. augusztus 4. 14:45 (15:45) | Ausztrália (AUS)                                | 2–3 | Olaszország (ITA) | Earls Court Exhibition Centre, London Nézőszám: 11 500 Játékvezető: Andrej Zenovics (RUS), Rogerio Espicalsky (BRA) |
| 2012. augusztus 4. 14:45 (15:45) | (25–21, 25–18, 21–25, 14–25, 13–15) Jegyzőkönyv |     |                   | Earls Court Exhibition Centre, London Nézőszám: 11 500 Játékvezető: Andrej Zenovics (RUS), Rogerio Espicalsky (BRA) |

| 2012. augusztus 6. 14:45 (15:45) | Olaszország (ITA)                 | 0–3 | Bulgária (BUL) | Earls Court Exhibition Centre, London Nézőszám: 14 000 Játékvezető: Tano Akihiko (JPN), Hóbor Béla (HUN) |
| 2012. augusztus 6. 14:45 (15:45) | (30–32, 20–25, 19–25) Jegyzőkönyv |     |                | Earls Court Exhibition Centre, London Nézőszám: 14 000 Játékvezető: Tano Akihiko (JPN), Hóbor Béla (HUN) |

Negyeddöntő
| 2012. augusztus 8. 16:00 (17:00) | Egyesült Államok (USA)            | 0–3 | Olaszország (ITA) | Earls Court Exhibition Centre, London Nézőszám: 14 000 Játékvezető: Vang Ning (CHN), Georgios Karampetsos (GRE) |
| 2012. augusztus 8. 16:00 (17:00) | (26–28, 20–25, 20–25) Jegyzőkönyv |     |                   | Earls Court Exhibition Centre, London Nézőszám: 14 000 Játékvezető: Vang Ning (CHN), Georgios Karampetsos (GRE) |

Elődöntő
| 2012. augusztus 10. 19:30 (20:30) | Brazília (BRA)                    | 3–0 | Olaszország (ITA) | Earls Court Exhibition Centre, London Nézőszám: 14 000 Játékvezető: Tano Akihiko (JPN), Ibrahim Al-Naama (QAT) |
| 2012. augusztus 10. 19:30 (20:30) | (25–21, 25–12, 25–21) Jegyzőkönyv |     |                   | Earls Court Exhibition Centre, London Nézőszám: 14 000 Játékvezető: Tano Akihiko (JPN), Ibrahim Al-Naama (QAT) |

Bronzmérkőzés
| 2012. augusztus 12. 9:30 (10:30) | Bulgária (BUL)                           | 1–3 | Olaszország (ITA) | Earls Court Exhibition Centre, London Nézőszám: 12 000 Játékvezető: Frans Loderus (NED), Rolando Cholakian (ARG) |
| 2012. augusztus 12. 9:30 (10:30) | (19–25, 25–23, 22–25, 21–25) Jegyzőkönyv |     |                   | Earls Court Exhibition Centre, London Nézőszám: 12 000 Játékvezető: Frans Loderus (NED), Rolando Cholakian (ARG) |

| Csapat            | Helyezés |
| ----------------- | -------- |
| Olaszország (ITA) |          |

### Női
| Olasz női röplabdacsapat-játékoskeret                                                                          | Olasz női röplabdacsapat-játékoskeret                                                                              |
| --- | --- |
| - Valentina Arrighetti - Jenny Barazza - Caterina Bosetti - Lucia Bosetti - Carolina Costagrande - Paola Croce | - Monica De Gennaro - Antonella Del Core - Simona Gioli - Eleonora Lo Bianco - Francesca Piccinini - Giulia Rondon |

#### Eredmények
Csoportkör
A csoport
|                             |      | Mérkőzések | Mérkőzések | Szettek | Szettek | Szettek | Pontok | Pontok | Pontok |
| Csapat                      | Pont | Gy         | V          | Sz+     | Sz–     | SzA     | P+     | P–     | PA     |
| --------------------------- | ---- | ---------- | ---------- | ------- | ------- | ------- | ------ | ------ | ------ |
| Oroszország (RUS)           | 14   | 5          | 0          | 15      | 4       | 3,750   | 459    | 352    | 1,304  |
| Olaszország (ITA)           | 13   | 4          | 1          | 14      | 5       | 2,800   | 442    | 368    | 1,201  |
| Japán (JPN)                 | 9    | 3          | 2          | 11      | 6       | 1,833   | 401    | 335    | 1,197  |
| Dominikai Köztársaság (DOM) | 6    | 2          | 3          | 8       | 9       | 0,889   | 374    | 362    | 1,033  |
| Nagy-Britannia (GBR)        | 2    | 1          | 4          | 3       | 14      | 0,214   | 295    | 396    | 0,745  |
| Algéria (ALG)               | 1    | 0          | 5          | 2       | 15      | 0,133   | 252    | 410    | 0,615  |

| 2012. július 28. 16:45 (17:45) | Olaszország (ITA)                        | 3–1 | Dominikai Köztársaság (DOM) | Earls Court Exhibition Centre, London Nézőszám: 14 000 Játékvezető: Zorica Bjelić (SRB), Rolando Cholakian (ARG) |
| 2012. július 28. 16:45 (17:45) | (25–17, 23–25, 25–19, 25–15) Jegyzőkönyv |     |                             | Earls Court Exhibition Centre, London Nézőszám: 14 000 Játékvezető: Zorica Bjelić (SRB), Rolando Cholakian (ARG) |

| 2012. július 30. 20:00 (21:00) | Olaszország (ITA)                        | 3–1 | Japán (JPN) | Earls Court Exhibition Centre, London Nézőszám: 13 000 Játékvezető: Jose Mercado (PUR), Patricia Salvatore (USA) |
| 2012. július 30. 20:00 (21:00) | (25–22, 25–21, 20–25, 25–22) Jegyzőkönyv |     |             | Earls Court Exhibition Centre, London Nézőszám: 13 000 Játékvezető: Jose Mercado (PUR), Patricia Salvatore (USA) |

| 2012. augusztus 1. 16:45 (17:45) | Nagy-Britannia (GBR)              | 0–3 | Olaszország (ITA) | Earls Court Exhibition Centre, London Nézőszám: 11 800 Játékvezető: Zorica Bjelić (SRB), Denny Lassi (DOM) |
| 2012. augusztus 1. 16:45 (17:45) | (25–27, 12–25, 12–25) Jegyzőkönyv |     |                   | Earls Court Exhibition Centre, London Nézőszám: 11 800 Játékvezető: Zorica Bjelić (SRB), Denny Lassi (DOM) |

| 2012. augusztus 3. 22:00 (23:00) | Algéria (ALG)                     | 0–3 | Olaszország (ITA) | Earls Court Exhibition Centre, London Nézőszám: 11 000 Játékvezető: Patricia Salvatore (USA), Wang Ning (CHN) |
| 2012. augusztus 3. 22:00 (23:00) | (11–25, 12–25, 17–25) Jegyzőkönyv |     |                   | Earls Court Exhibition Centre, London Nézőszám: 11 000 Játékvezető: Patricia Salvatore (USA), Wang Ning (CHN) |

| 2012. augusztus 5. 16:45 (17:45) | Olaszország (ITA)                               | 2–3 | Oroszország (RUS) | Earls Court Exhibition Centre, London Nézőszám: 10 000 Játékvezető: Zorica Bjelić (SRB), Vang Ning (CHN) |
| 2012. augusztus 5. 16:45 (17:45) | (28–26, 19–25, 25–22, 16–25, 11–15) Jegyzőkönyv |     |                   | Earls Court Exhibition Centre, London Nézőszám: 10 000 Játékvezető: Zorica Bjelić (SRB), Vang Ning (CHN) |

Negyeddöntők
| 2012. augusztus 7. 21:00 (22:00) | Olaszország (ITA)                        | 1–3 | Dél-Korea (KOR) | Earls Court Exhibition Centre, London Nézőszám: 13 000 Játékvezető: Rolando Cholakian (ARG), Jose Mercado (PUR) |
| 2012. augusztus 7. 21:00 (22:00) | (25–18, 21–25, 20–25, 18–25) Jegyzőkönyv |     |                 | Earls Court Exhibition Centre, London Nézőszám: 13 000 Játékvezető: Rolando Cholakian (ARG), Jose Mercado (PUR) |

| Csapat            | Helyezés |
| ----------------- | -------- |
| Olaszország (ITA) | 5.       |

### Strandröplabda

#### Férfi
| Versenyző                  | Csoportkör | Csoportkör | 16 közé jutásért                                            | Nyolcaddöntő                                                          | Negyeddöntő                                                         | Elődöntő          | Döntő             | Helyezés |
| Versenyző                  | Ellenfél Eredmény | Hely.      | Ellenfél Eredmény                                           | Ellenfél Eredmény                                                     | Ellenfél Eredmény                                                   | Ellenfél Eredmény | Ellenfél Eredmény | Helyezés |
| -------------------------- | --- | ---------- | ----------------------------------------------------------- | --------------------------------------------------------------------- | ------------------------------------------------------------------- | ----------------- | ----------------- | -------- |
| Daniele Lupo Paolo Nicolai | A csoport · Svájc (SUI) · Jefferson Bellaguarda · Patrick Heuscher · 21–19, 21–18 · Ausztria (AUT) · Clemens Doppler · Alexander Horst · 18–21, 17–21 · Brazília (BRA) · Alison Cerutti · Emanuel Rego · 24–26, 18–21 | 3.         | Kanada (CAN) · Josh Binstock · Martin Reader · 21–16, 22–20 | Egyesült Államok (USA) · Phil Dalhausser · Todd Rogers · 21–17, 21–19 | Hollandia (NED) · Reinder Nummerdor · Richard Schuil · 16–21, 18–21 | kiesett           | kiesett           | 5.       |

#### Női
| Versenyző                      | Csoportkör | Csoportkör | 16 közé jutásért  | Nyolcaddöntő                                                            | Negyeddöntő                                                                      | Elődöntő          | Döntő             | Helyezés |
| Versenyző                      | Ellenfél Eredmény | Hely.      | Ellenfél Eredmény | Ellenfél Eredmény                                                       | Ellenfél Eredmény                                                                | Ellenfél Eredmény | Ellenfél Eredmény | Helyezés |
| ------------------------------ | --- | ---------- | ----------------- | ----------------------------------------------------------------------- | -------------------------------------------------------------------------------- | ----------------- | ----------------- | -------- |
| Greta Cicolari Marta Menegatti | F csoport · Oroszország (RUS) · Jekatyerina Homjakova · Jevgenyija Ukolova · 17–21, 21–18, 15–8 · Nagy-Britannia (GBR) · Zara Dampney · Shauna Mullin · 21–18, 21–12 · Kanada (CAN) · Marie-Andrée Lessard · Annie Martin · 21–12, 23–25, 15–10 | 1.         |                   | Spanyolország (ESP) · Elsa Baquerizo · Liliana Fernández · 21–15, 21–15 | Egyesült Államok (USA) · Misty May-Treanor · Kerri Walsh Jennings · 13–21, 13–21 | kiesett           | kiesett           | 5.       |

## Sportlövészet
Férfi
| Versenyző           | Versenyszám           | Selejtező | Selejtező | Döntő   | Döntő    |
| Versenyző           | Versenyszám           | Pont      | Helyezés  | Pont    | Helyezés |
| ------------------- | --------------------- | --------- | --------- | ------- | -------- |
| Luca Tesconi        | Légpisztoly           | 584       | 5.        | 685,8   |          |
| Francesco Bruno     | Légpisztoly           | 574       | 29.       | kiesett | kiesett  |
| Francesco Bruno     | Szabadpisztoly        | 553       | 24.       | kiesett | kiesett  |
| Giuseppe Giordano   | Szabadpisztoly        | 559       | 8.        | 656,0   | 5.       |
| Niccolò Campriani   | Légpuska              | 599       | 1.        | kiesett | kiesett  |
| Niccolò Campriani   | Sportpuska, fekvő     | 595       | 6.*       | 697,6   | 8.       |
| Niccolò Campriani   | Sportpuska, összetett | 1180      | 1.        | 1278,5  |          |
| Marco De Nicolo     | Sportpuska, összetett | 1165      | 15.       | kiesett | kiesett  |
| Marco De Nicolo     | Légpuska              | 590       | 34.       | kiesett | kiesett  |
| Marco De Nicolo     | Sportpuska, fekvő     | 589       | 36.       | kiesett | kiesett  |
| Massimo Fabbrizi    | Trap                  | 123       | 4.        | 146     | **       |
| Giovanni Pellielo   | Trap                  | 121       | 8.        | kiesett | kiesett  |
| Francesco D'Aniello | Dupla trap            | 136       | 8.        | kiesett | kiesett  |
| Daniele Di Spigno   | Dupla trap            | 131       | 18.       | kiesett | kiesett  |
| Luigi Lodde         | Skeet                 | 120       | 5.        | 143     | 5.       |
| Ennio Falco         | Skeet                 | 118       | 14.       | kiesett | kiesett  |

Női
| Versenyző       | Versenyszám           | Selejtező | Selejtező | Döntő   | Döntő    |
| Versenyző       | Versenyszám           | Pont      | Helyezés  | Pont    | Helyezés |
| --------------- | --------------------- | --------- | --------- | ------- | -------- |
| Petra Zublasing | Légpuska              | 396       | 12.       | kiesett | kiesett  |
| Petra Zublasing | Sportpuska, összetett | 581       | 12.       | kiesett | kiesett  |
| Elania Nardelli | Sportpuska, összetett | 574       | 35.       | kiesett | kiesett  |
| Elania Nardelli | Légpuska              | 390       | 46.       | kiesett | kiesett  |
| Jessica Rossi   | Trap                  | 75        | 1.        | 99      |          |
| Chiara Cainero  | Skeet                 | 67        | 6.        | 89      | 5.       |

* - nyolc másik versenyzővel azonos eredményt ért el, szétlövés után 51,7 ponttal a 3. helyen végzett.

** - egy másik versenyzővel azonos eredményt ért el, szétlövés után 5 ponttal a 2. helyen végzett, így ezüstérmes lett.

## Súlyemelés
Férfi
| Versenyző        | Versenyszám | Szakítás | Szakítás | Lökés    | Lökés    | Összesen | Helyezés |
| Versenyző        | Versenyszám | Eredmény | Helyezés | Eredmény | Helyezés | Összesen | Helyezés |
| ---------------- | ----------- | -------- | -------- | -------- | -------- | -------- | -------- |
| Mirco Scarantino | 56 kg       | 97       | 18.      | 128      | 13.      | 225      | 14.      |

## Szinkronúszás
| Versenyző                        | Versenyszám | Technikai gyakorlat | Technikai gyakorlat | Selejtező        | Selejtező        | Selejtező  | Selejtező  | Döntő            | Döntő            | Döntő      | Döntő      | Helyezés |
| Versenyző                        | Versenyszám | Technikai gyakorlat | Technikai gyakorlat | Szabad gyakorlat | Szabad gyakorlat | Összesítés | Összesítés | Szabad gyakorlat | Szabad gyakorlat | Összesítés | Összesítés | Helyezés |
| Versenyző                        | Versenyszám | Pont                | Hely.               | Pont             | Hely.            | Pont       | Hely.      | Pont             | Hely.            | Pont       | Hely.      | Helyezés |
| -------------------------------- | ----------- | ------------------- | ------------------- | ---------------- | ---------------- | ---------- | ---------- | ---------------- | ---------------- | ---------- | ---------- | -------- |
| Giulia Lapi Mariangela Perrupato | Páros       | 90,700              | 7.                  | 90,740           | 7.               | 181,440    | 7.         | 90,720           | 7.               | 181,420    | 7.         | 7.       |

## Taekwondo
Férfi
| Versenyző       | Versenyszám | Nyolcaddöntő                | Negyeddöntő                      | Elődöntő                      | Vigaszág elődöntő | Bronz- mérkőzés                | Döntő                             | Helyezés |
| Versenyző       | Versenyszám | Ellenfél Eredmény           | Ellenfél Eredmény                | Ellenfél Eredmény             | Ellenfél Eredmény | Ellenfél Eredmény              | Ellenfél Eredmény                 | Helyezés |
| --------------- | ----------- | --------------------------- | -------------------------------- | ----------------------------- | ----------------- | ------------------------------ | --------------------------------- | -------- |
| Mauro Sarmiento | Váltósúly   | Raszul Abduraim (KGZ) · 5–1 | Ramin Əzizov (AZE) · 2–1         | Nicolás García (ESP) · 1–2    |                   | Nesar Ahmad Bahave (AFG) · 4–0 |                                   |          |
| Carlo Molfetta  | Nehézsúly   | Aliser Gulov (TJK) · 7–3    | Liu Hsziao-po (CHN) · 6–5 (h.h.) | Daba Modibo Keita (MLI) · 6–4 |                   |                                | Anthony Obame (GAB) · 9–9 (bírói) |          |

## Tenisz
Férfi
| Versenyző                       | Versenyszám | 64-es főtábla                            | 32-es főtábla                                                          | Nyolcaddöntő      | Negyeddöntő       | Elődöntő          | Bronz- mérkőzés   | Döntő             | Helyezés |
| Versenyző                       | Versenyszám | Ellenfél Eredmény                        | Ellenfél Eredmény                                                      | Ellenfél Eredmény | Ellenfél Eredmény | Ellenfél Eredmény | Ellenfél Eredmény | Ellenfél Eredmény | Helyezés |
| ------------------------------- | ----------- | ---------------------------------------- | ---------------------------------------------------------------------- | ----------------- | ----------------- | ----------------- | ----------------- | ----------------- | -------- |
| Andreas Seppi                   | Egyes       | Donald Young (USA) · 6–4, 6–4            | Juan Martín del Potro (ARG) · 3–6, 6–7(2–7)                            | kiesett           | kiesett           | kiesett           | kiesett           | kiesett           | 17.      |
| Fabio Fognini                   | Egyes       | Novak Đoković (SRB) · 7–6(9–7), 2–6, 2–6 | kiesett                                                                | kiesett           | kiesett           | kiesett           | kiesett           | kiesett           | 33.      |
| Daniele Bracciali Andreas Seppi | Páros       |                                          | Csehország (CZE) · Tomáš Berdych · Radek Štěpánek · 6–4, 6–7(5–7), 4–6 | kiesett           | kiesett           | kiesett           | kiesett           | kiesett           | 17.      |

Női
| Versenyző                           | Versenyszám | 64-es főtábla                          | 32-es főtábla                                                                          | Nyolcaddöntő                                                          | Negyeddöntő                                                          | Elődöntő          | Bronz- mérkőzés   | Döntő             | Helyezés |
| Versenyző                           | Versenyszám | Ellenfél Eredmény                      | Ellenfél Eredmény                                                                      | Ellenfél Eredmény                                                     | Ellenfél Eredmény                                                    | Ellenfél Eredmény | Ellenfél Eredmény | Ellenfél Eredmény | Helyezés |
| ----------------------------------- | ----------- | -------------------------------------- | -------------------------------------------------------------------------------------- | --------------------------------------------------------------------- | -------------------------------------------------------------------- | ----------------- | ----------------- | ----------------- | -------- |
| Flavia Pennetta                     | Egyes       | Sorana Cîrstea (ROU) · 6–2, 4–6, 6–2   | Cvetana Pironkova (BUL) · 7–5, 6–1                                                     | Petra Kvitová (CZE) · 3–6, 0–6                                        | kiesett                                                              | kiesett           | kiesett           | kiesett           | 9.       |
| Francesca Schiavone                 | Egyes       | Klára Zakopalová (CZE) · 6–3, 3–6, 6–4 | Vera Zvonarjova (RUS) · 3–6, 3–6                                                       | kiesett                                                               | kiesett                                                              | kiesett           | kiesett           | kiesett           | 17.      |
| Sara Errani                         | Egyes       | Venus Williams (USA) · 3–6, 1–6        | kiesett                                                                                | kiesett                                                               | kiesett                                                              | kiesett           | kiesett           | kiesett           | 33.      |
| Roberta Vinci                       | Egyes       | Kim Clijsters (BEL) · 1–6, 4–6         | kiesett                                                                                | kiesett                                                               | kiesett                                                              | kiesett           | kiesett           | kiesett           | 33.      |
| Sara Errani Roberta Vinci           | Páros       |                                        | Csehország (CZE) · Petra Cetkovská · Lucie Šafářová · 6–2, 6–3                         | Szlovénia (SLO) · Andreja Klepač · Katarina Srebotnik · 7–5, 4–6, 6–4 | Egyesült Államok (USA) · Serena Williams · Venus Williams · 1–6, 1–6 | kiesett           | kiesett           | kiesett           | 9.       |
| Flavia Pennetta Francesca Schiavone | Páros       |                                        | Spanyolország (ESP) · Anabel Medina Garrigues · Arantxa Parra Santonja · 7–6(7–4), 6–4 | Tajvan (TPE) · Csuang Csia-zsung · Hszie Su-vej · 7–6(7–3), 5–7, 4–6  | kiesett                                                              | kiesett           | kiesett           | kiesett           | 9.       |

Vegyes
| Versenyző                       | Versenyszám | Nyolcaddöntő                                                  | Negyeddöntő                                                      | Elődöntő          | Bronz- mérkőzés   | Döntő             | Helyezés |
| Versenyző                       | Versenyszám | Ellenfél Eredmény                                             | Ellenfél Eredmény                                                | Ellenfél Eredmény | Ellenfél Eredmény | Ellenfél Eredmény | Helyezés |
| ------------------------------- | ----------- | ------------------------------------------------------------- | ---------------------------------------------------------------- | ----------------- | ----------------- | ----------------- | -------- |
| Sara Errani Andreas Seppi       | Páros       | Lisa Raymond · Mike Bryan (USA) · 5–7, 3–6                    | kiesett                                                          | kiesett           | kiesett           | kiesett           | 9.       |
| Roberta Vinci Daniele Bracciali | Páros       | Sofia Arvidsson · Robert Lindstedt (SWE) · 6–3, 4–6, [10]–[8] | Sabine Lisicki · Christopher Kas (GER) · 6–4, 6–7(2–7), [7]–[10] | kiesett           | kiesett           | kiesett           | 5.       |

## Tollaslabda
| Versenyző        | Versenyszám | Csoportkör                                                                    | Csoportkör | Nyolcaddöntő      | Negyeddöntő       | Elődöntő          | Bronz- mérkőzés   | Döntő             | Helyezés |
| Versenyző        | Versenyszám | Ellenfél Eredmény                                                             | Hely.      | Ellenfél Eredmény | Ellenfél Eredmény | Ellenfél Eredmény | Ellenfél Eredmény | Ellenfél Eredmény | Helyezés |
| ---------------- | ----------- | ----------------------------------------------------------------------------- | ---------- | ----------------- | ----------------- | ----------------- | ----------------- | ----------------- | -------- |
| Agnese Allegrini | Női egyes   | D csoport · Tee Jing Yi (MAS) · 7–21, 14–21 · Pe Jondzsu (KOR) · 11–21, 15–21 | 2.         | kiesett           | kiesett           | kiesett           | kiesett           | kiesett           | 33.      |

## Torna
Férfi
| Versenyző                                                                  | Versenyszám      | Selejtező | Selejtező | Döntő    | Döntő    |
| Versenyző                                                                  | Versenyszám      | Pontszám  | Helyezés  | Pontszám | Helyezés |
| -------------------------------------------------------------------------- | ---------------- | --------- | --------- | -------- | -------- |
| Enrico Pozzo                                                               | Talaj            | 14,766    | 24.       | kiesett  | kiesett  |
| Enrico Pozzo                                                               | Korlát           | 14,366    | 46.       | kiesett  | kiesett  |
| Enrico Pozzo                                                               | Nyújtó           | 14,500    | 29.       | kiesett  | kiesett  |
| Enrico Pozzo                                                               | Gyűrű            | 14,033    | 53.*      | kiesett  | kiesett  |
| Enrico Pozzo                                                               | Lólengés         | 13,633    | 40.       | kiesett  | kiesett  |
| Enrico Pozzo                                                               | Egyéni összetett | 86,898    | 21.       | 87,032   | 18.      |
| Paolo Ottavi                                                               | Talaj            | 14,266    | 43.       | kiesett  | kiesett  |
| Paolo Ottavi                                                               | Korlát           | 14,500    | 44.       | kiesett  | kiesett  |
| Paolo Ottavi                                                               | Nyújtó           | 14,066    | 39.       | kiesett  | kiesett  |
| Paolo Ottavi                                                               | Gyűrű            | 14,866    | 24.*      | kiesett  | kiesett  |
| Paolo Ottavi                                                               | Lólengés         | 13,700    | 39.       | kiesett  | kiesett  |
| Paolo Ottavi                                                               | Egyéni összetett | 86,331    | 24.       | 84,648   | 22.      |
| Matteo Morandi                                                             | Talaj            | 14,133    | 46.       | kiesett  | kiesett  |
| Matteo Morandi                                                             | Korlát           | 14,500    | 43.       | kiesett  | kiesett  |
| Matteo Morandi                                                             | Nyújtó           | 0,000     | 70.       | kiesett  | kiesett  |
| Matteo Morandi                                                             | Gyűrű            | 15,766    | 2.        | 15,733   |          |
| Matteo Morandi                                                             | Lólengés         | 0,000     | 69.       | kiesett  | kiesett  |
| Matteo Morandi                                                             | Egyéni összetett | 60,032    | 41.       | kiesett  | kiesett  |
| Matteo Angioletti                                                          | Talaj            | 14,033    | 50.       | kiesett  | kiesett  |
| Matteo Angioletti                                                          | Ugrás            | 15,583    | 10.       | kiesett  | kiesett  |
| Matteo Angioletti                                                          | Gyűrű            | 15,066    | 15.       | kiesett  | kiesett  |
| Alberto Busnari                                                            | Korlát           | 13,766    | 56.       | kiesett  | kiesett  |
| Alberto Busnari                                                            | Nyújtó           | 12,100    | 67.       | kiesett  | kiesett  |
| Alberto Busnari                                                            | Lólengés         | 15,058    | 4.        | 15,400   | 4.       |
| Matteo Angioletti Alberto Busnari Matteo Morandi Paolo Ottavi Enrico Pozzo | Csapat összetett | 262,085   | 11.       | kiesett  | kiesett  |

Női
| Versenyző                                                                         | Versenyszám      | Selejtező | Selejtező | Döntő    | Döntő    |
| Versenyző                                                                         | Versenyszám      | Pontszám  | Helyezés  | Pontszám | Helyezés |
| --------------------------------------------------------------------------------- | ---------------- | --------- | --------- | -------- | -------- |
| Vanessa Ferrari                                                                   | Talaj            | 14,900    | 3.        | 14,900   | 4.       |
| Vanessa Ferrari                                                                   | Felemás korlát   | 14,233    | 21.       | kiesett  | kiesett  |
| Vanessa Ferrari                                                                   | Gerenda          | 14,433    | 16.       | kiesett  | kiesett  |
| Vanessa Ferrari                                                                   | Egyéni összetett | 57,932    | 7.        | 57,999   | 8.       |
| Carlotta Ferlito                                                                  | Talaj            | 13,900    | 26.       | kiesett  | kiesett  |
| Carlotta Ferlito                                                                  | Felemás korlát   | 13,075    | 52.       | kiesett  | kiesett  |
| Carlotta Ferlito                                                                  | Gerenda          | 14,425    | 17.       | kiesett  | kiesett  |
| Carlotta Ferlito                                                                  | Egyéni összetett | 55,500    | 20.       | 55,098   | 21.      |
| Erika Fasana                                                                      | Talaj            | 14,033    | 22.       | kiesett  | kiesett  |
| Erika Fasana                                                                      | Felemás korlát   | 13,666    | 37.       | kiesett  | kiesett  |
| Erika Fasana                                                                      | Gerenda          | 12,266    | 62.       | kiesett  | kiesett  |
| Erika Fasana                                                                      | Egyéni összetett | 53,965    | 30.       | kiesett  | kiesett  |
| Elisabetta Preziosa                                                               | Talaj            | 13,300    | 45.       | kiesett  | kiesett  |
| Elisabetta Preziosa                                                               | Gerenda          | 13,266    | 38.       | kiesett  | kiesett  |
| Giorgia Campana                                                                   | Felemás korlát   | 12,766    | 60.       | kiesett  | kiesett  |
| Giorgia Campana Erika Fasana Carlotta Ferlito Vanessa Ferrari Elisabetta Preziosa | Csapat összetett | 168,397   | 7.        | 167,930  | 7.       |

* - egy másik versenyzővel azonos eredményt ért el

### Ritmikus gimnasztika
| Versenyző          | Versenyszám | Selejtező | Selejtező | Selejtező | Selejtező | Selejtező | Selejtező | Selejtező | Selejtező | Selejtező | Selejtező | Döntő   | Döntő   | Döntő   | Döntő   | Döntő    | Döntő    | Döntő   | Döntő   | Döntő    | Döntő    | Helyezés |
| Versenyző          | Versenyszám | Karika    | Karika    | Labda     | Labda     | Buzogány  | Buzogány  | Szalag    | Szalag    | Összesen  | Összesen  | Karika  | Karika  | Labda   | Labda   | Buzogány | Buzogány | Szalag  | Szalag  | Összesen | Összesen | Helyezés |
| Versenyző          | Versenyszám | Pont      | Hely.     | Pont      | Hely.     | Pont      | Hely.     | Pont      | Hely.     | Pont      | Hely.     | Pont    | Hely.   | Pont    | Hely.   | Pont     | Hely.    | Pont    | Hely.   | Pont     | Hely.    | Helyezés |
| ------------------ | ----------- | --------- | --------- | --------- | --------- | --------- | --------- | --------- | --------- | --------- | --------- | ------- | ------- | ------- | ------- | -------- | -------- | ------- | ------- | -------- | -------- | -------- |
| Julieta Cantaluppi | Egyéni      | 25,200    | 19.       | 26,675    | 13.       | 26,850    | 15.       | 26,550    | 14.       | 105,275   | 16.       | kiesett | kiesett | kiesett | kiesett | kiesett  | kiesett  | kiesett | kiesett | kiesett  | kiesett  | 16.      |

| Versenyző                                                                                     | Versenyszám | Selejtező | Selejtező | Selejtező            | Selejtező            | Selejtező | Selejtező | Döntő   | Döntő   | Döntő                | Döntő                | Döntő    | Döntő    | Helyezés |
| Versenyző                                                                                     | Versenyszám | 5 labda   | 5 labda   | 3 szalag és 2 karika | 3 szalag és 2 karika | Összesen  | Összesen  | 5 labda | 5 labda | 3 szalag és 2 karika | 3 szalag és 2 karika | Összesen | Összesen | Helyezés |
| Versenyző                                                                                     | Versenyszám | Pont      | Hely.     | Pont                 | Hely.                | Pont      | Hely.     | Pont    | Hely.   | Pont                 | Hely.                | Pont     | Hely.    | Helyezés |
| --------------------------------------------------------------------------------------------- | ----------- | --------- | --------- | -------------------- | -------------------- | --------- | --------- | ------- | ------- | -------------------- | -------------------- | -------- | -------- | -------- |
| Elisa Blanchi Romina Laurito Marta Pagnini Elisa Santoni Angelica Savrayuk Andreea Stefanescu | Csapat      | 28,100    | 2.        | 27,700               | 2.                   | 55,800    | 2.        | 28,125  | 2.      | 27,325               | 4.                   | 55,450   | 3.       |          |

### Trambulin
| Versenyző      | Versenyszám | Selejtező | Selejtező | Döntő    | Döntő    |
| Versenyző      | Versenyszám | Pontszám  | Helyezés  | Pontszám | Helyezés |
| -------------- | ----------- | --------- | --------- | -------- | -------- |
| Flavio Cannone | Férfi       | 104,170   | 11.       | kiesett  | kiesett  |

## Triatlon
| Versenyző          | Versenyszám | 1,5 km úszás | Depózás 1 | 40 km kerékpározás | Depózás 2 | 10 km futás | Összesítés | Összesítés |
| Versenyző          | Versenyszám | Idő          | Idő       | Idő                | Idő       | Idő         | Idő        | Helyezés   |
| ------------------ | ----------- | ------------ | --------- | ------------------ | --------- | ----------- | ---------- | ---------- |
| Alessandro Fabian  | Férfi       | 17:01        | 0:41      | 59:10              | 0:28      | 30:43       | 1:48:03    | 10.        |
| Davide Uccellari   | Férfi       | 18:26        | 0:44      | 59:16              | 0:30      | 31:13       | 1:50:09    | 29.        |
| Annamaria Mazzetti | Női         | 19:25        | 0:40      | 1:11:09            | 0:35      | 37:19       | 2:09:08    | 46.        |

## Úszás
Férfi
| Versenyző                                                           | Versenyszám            | Előfutam | Előfutam | Előfutam | Elődöntő | Elődöntő | Elődöntő | Döntő     | Döntő    |
| Versenyző                                                           | Versenyszám            | Idő      | Hely.    | Össz.    | Idő      | Hely.    | Össz.    | Idő       | Helyezés |
| ------------------------------------------------------------------- | ---------------------- | -------- | -------- | -------- | -------- | -------- | -------- | --------- | -------- |
| Marco Orsi                                                          | 50 m gyors             | 22,36    | 7.       | 19.      | kiesett  | kiesett  | kiesett  | kiesett   | kiesett  |
| Luca Dotto                                                          | 50 m gyors             | 22,12    | 4.       | 11.*     | 22,09    | 6.       | 13.      | kiesett   | kiesett  |
| Luca Dotto                                                          | 100 m gyors            | 49,43    | 7.       | 22.      | kiesett  | kiesett  | kiesett  | kiesett   | kiesett  |
| Filippo Magnini                                                     | 100 m gyors            | 49,18    | 6.       | 19.      | kiesett  | kiesett  | kiesett  | kiesett   | kiesett  |
| Marco Belotti                                                       | 200 m gyors            | 1:49,14  | 8.       | 29.      | kiesett  | kiesett  | kiesett  | kiesett   | kiesett  |
| Samuel Pizzetti                                                     | 400 m gyors            | 3:50,93  | 7.       | 18.      |          |          |          | kiesett   | kiesett  |
| Gregorio Paltrinieri                                                | 1500 m gyors           | 14:50,11 | 1.       | 4.       |          |          |          | 14:51,92  | 5.       |
| Gabriele Detti                                                      | 1500 m gyors           | 15:06,22 | 4.       | 13.      |          |          |          | kiesett   | kiesett  |
| Luca Dotto Marco Orsi Michele Santucci Filippo Magnini Andrea Rolla | 4 × 100 m gyorsváltó   | 3:15,78  | 3.       | 8.       |          |          |          | 3:14,13   | 7.       |
| Gianluca Maglia Alex Di Giorgio Riccardo Maestri Marco Belotti      | 4 × 200 m gyorsváltó   | 7:12,69  | 6.       | 11.      |          |          |          | kiesett   | kiesett  |
| Mirco Di Tora                                                       | 100 m hát              | 54,70    | 2.       | 19.      | kiesett  | kiesett  | kiesett  | kiesett   | kiesett  |
| Sebastiano Ranfagni                                                 | 200 m hát              | 1:58,76  | 6.       | 19.      | kiesett  | kiesett  | kiesett  | kiesett   | kiesett  |
| Fabio Scozzoli                                                      | 100 m mell             | 59,99    | 5.       | 12.      | 59,44    | 2.       | 2.       | 59,97     | 7.       |
| Mattia Pesce                                                        | 100 m mell             | 1:01,27  | 8.       | 23.*     | kiesett  | kiesett  | kiesett  | kiesett   | kiesett  |
| Matteo Rivolta                                                      | 100 m pillangó         | 52,50    | 6.       | 22.      | kiesett  | kiesett  | kiesett  | kiesett   | kiesett  |
| Federico Turrini                                                    | 200 m vegyes           | 2:00,63  | 5.       | 20.      | kiesett  | kiesett  | kiesett  | kiesett   | kiesett  |
| Federico Turrini                                                    | 400 m vegyes           | 4:17,22  | 6.       | 19.*     |          |          |          | kiesett   | kiesett  |
| Luca Marin                                                          | 400 m vegyes           | 4:13,02  | 4.       | 6.       |          |          |          | 4:14,89   | 8.       |
| Mirco Di Tora Fabio Scozzoli Matteo Rivolta Luca Dotto              | 4 × 100 m vegyes váltó | 3:36,88  | 7.       | 14.      |          |          |          | kiesett   | kiesett  |
| Valerio Cleri                                                       | 10 km nyílt vízi       |          |          |          |          |          |          | 1:51:29,5 | 17.      |

Női
| Versenyző                                                            | Versenyszám            | Előfutam | Előfutam | Előfutam | Elődöntő | Elődöntő | Elődöntő | Döntő     | Döntő    |
| Versenyző                                                            | Versenyszám            | Idő      | Hely.    | Össz.    | Idő      | Hely.    | Össz.    | Idő       | Helyezés |
| -------------------------------------------------------------------- | ---------------------- | -------- | -------- | -------- | -------- | -------- | -------- | --------- | -------- |
| Erika Ferraioli                                                      | 50 m gyors             | 25,69    | 3.       | 32.      | kiesett  | kiesett  | kiesett  | kiesett   | kiesett  |
| Federica Pellegrini                                                  | 200 m gyors            | 1:57,16  | 1.       | 1.       | 1:56,67  | 1.       | 4.       | 1:56,73   | 5.       |
| Federica Pellegrini                                                  | 400 m gyors            | 4:05,30  | 3.       | 7.       |          |          |          | 4:04,50   | 5.       |
| Alice Mizzau Federica Pellegrini Laura Letrari Erika Ferraioli       | 4 × 100 m gyorsváltó   | 3:39,74  | 6.       | 12.      |          |          |          | kiesett   | kiesett  |
| Alice Mizzau Alice Nesti Diletta Carli Federica Pellegrini           | 4 × 200 m gyorsváltó   | 7:52,75  | 2.       | 4.       |          |          |          | 7:56,30   | 7.       |
| Arianna Barbieri                                                     | 100 m hát              | 1:00,25  | 5.       | 16.      | 1:00,27  | 7.       | 4.       | kiesett   | kiesett  |
| Alessia Filippi                                                      | 200 m hát              | 2:12,40  | 7.       | 23.      | kiesett  | kiesett  | kiesett  | kiesett   | kiesett  |
| Michela Guzzetti                                                     | 100 m mell             | 1:08,83  | 5.       | 27.      | kiesett  | kiesett  | kiesett  | kiesett   | kiesett  |
| Chiara Boggiatto                                                     | 200 m mell             | 2:27,74  | 8.       | 22.      | kiesett  | kiesett  | kiesett  | kiesett   | kiesett  |
| Ilaria Bianchi                                                       | 100 m pillangó         | 58,42    | 4.       | 12.      | 57,79    | 6.       | 8.       | 57,27     | 5.       |
| Stefania Pirozzi                                                     | 400 m vegyes           | 4:45,61  | 7.       | 22.      |          |          |          | kiesett   | kiesett  |
| Arianna Barbieri Michela Guzzetti Ilaria Bianchi Federica Pellegrini | 4 × 100 m vegyes váltó | 4:02,20  | 5.       | 11.      |          |          |          | kiesett   | kiesett  |
| Martina Grimaldi                                                     | 10 km nyílt vízi       |          |          |          |          |          |          | 1:57:41,8 |          |

* - egy másik versenyzővel azonos eredményt ért el

## Vitorlázás
Férfi
| Versenyző                             | Versenyszám        | Futam | Futam | Futam | Futam | Futam | Futam | Futam | Futam | Futam | Futam | Futam | Futam | Futam | Futam | Futam | Futam   | Pontszám | Helyezés |
| Versenyző                             | Versenyszám        | 1     | 2     | 3     | 4     | 5     | 6     | 7     | 8     | 9     | 10    | 11    | 12    | 13    | 14    | 15    | É       | Pontszám | Helyezés |
| ------------------------------------- | ------------------ | ----- | ----- | ----- | ----- | ----- | ----- | ----- | ----- | ----- | ----- | ----- | ----- | ----- | ----- | ----- | ------- | -------- | -------- |
| Federico Esposito                     | Szörfvitorlázás    | 31    | 30    | 33    | 31    | 32    | (36)  | 33    | 35    | 29    | 15    |       |       |       |       |       | kiesett | 269      | 34.      |
| Michele Regolo                        | Laser              | 31    | 35    | (46)  | 10    | 21    | 32    | 45    | 35    | 43    | 30    |       |       |       |       |       | kiesett | 280      | 35.      |
| Filippo Maria Baldassari              | Finn dingi         | 20    | 22    | (24)  | 21    | 14    | 21    | 17    | 18    | 18    | 13    |       |       |       |       |       | kiesett | 164      | 22.      |
| Gabrio Zandonà Pietro Zucchetti       | 470-es osztály     | 6     | (26)  | 1     | 8     | 6     | 14    | 8     | 4     | 11    | 3     |       |       |       |       |       | 12      | 72       | 4.       |
| Giuseppe Angilella Gianfranco Sibello | Könnyű 49-es dingi | 14    | 11    | 13    | 10    | 11    | 7     | 8     | 12    | 15    | 3     | 13    | (18)  | 9     | 5     | 1     | 16      | 148      | 9.       |

Női
| Versenyző                   | Versenyszám     | Futam | Futam | Futam | Futam | Futam | Futam | Futam | Futam | Futam | Futam | Futam   | Pontszám | Helyezés |
| Versenyző                   | Versenyszám     | 1     | 2     | 3     | 4     | 5     | 6     | 7     | 8     | 9     | 10    | É       | Pontszám | Helyezés |
| --------------------------- | --------------- | ----- | ----- | ----- | ----- | ----- | ----- | ----- | ----- | ----- | ----- | ------- | -------- | -------- |
| Alessandra Sensini          | Szörfvitorlázás | (12)  | 9     | 11    | 8     | 11    | 9     | 6     | 6     | 10    | 9     | 16      | 95       | 9.       |
| Francesca Clapcich          | Laser radial    | 20    | 16    | 24    | 7     | 9     | (27)  | 18    | 25    | 21    | 19    | kiesett | 159      | 19.      |
| Giulia Conti Giovanna Micol | 470-es osztály  | 8     | 11    | (18)  | 2     | 3     | 1     | 16    | 17    | 6     | 7     | 4       | 73       | 5.       |

## Vívás
Férfi
| Versenyző                                                      | Versenyszám       | Selejtező         | 32-es főtábla                 | Nyolcaddöntő                     | Negyeddöntő | Elődöntő                                                                              | Bronz- mérkőzés                                                                            | Döntő                                                                       | Helyezés |
| Versenyző                                                      | Versenyszám       | Ellenfél Eredmény | Ellenfél Eredmény             | Ellenfél Eredmény                | Ellenfél Eredmény | Ellenfél Eredmény                                                                     | Ellenfél Eredmény                                                                          | Ellenfél Eredmény                                                           | Helyezés |
| -------------------------------------------------------------- | ----------------- | ----------------- | ----------------------------- | -------------------------------- | --- | ------------------------------------------------------------------------------------- | ------------------------------------------------------------------------------------------ | --------------------------------------------------------------------------- | -------- |
| Valerio Aspromonte                                             | Tőr, egyéni       | erőnyerő          | Radu Dărăban (ROU) · 15–11    | Sebastian Bachmann (GER) · 15–11 | Lej Seng (CHN) · 8–15                                                                                                 | kiesett                                                                               | kiesett                                                                                    | kiesett                                                                     | 5.       |
| Andrea Baldini                                                 | Tőr, egyéni       | erőnyerő          | Mijake Rjó (JPN) · 15–6       | Race Imboden (USA) · 15–9        | Alekszej Cseremiszinov (RUS) · 15–5                                                                                   | Lej Seng (CHN) · 11–15                                                                |                                                                                            | Cshö Bjongcshol (KOR) · 14–15                                               | 4.       |
| Andrea Cassarà                                                 | Tőr, egyéni       | erőnyerő          | Mohamed Samandi (TUN) · 15–7  | Óta Júki (JPN) · 15–14           | Alá ed-Dín Abu el-Kászem (EGY) · 10–15                                                                                | kiesett                                                                               | kiesett                                                                                    | kiesett                                                                     | 5.       |
| Valerio Aspromonte Giorgio Avola Andrea Baldini Andrea Cassarà | Tőr, csapat       |                   |                               |                                  | Nagy-Britannia (GBR) · James-Andrew Davis · Laurence Halstead · Richard Kruse · Husayn Rosowsky · 45–40               | Egyesült Államok (USA) · Gerek Meinhardt · Race Imboden · Alexander Massialas · 45–24 |                                                                                            | Japán (JPN) · Óta Júki · Csida Kenta · Avadzsi Szuguru · Mijake Rjó · 45–39 |          |
| Paolo Pizzo                                                    | Párbajtőr, egyéni |                   | Leung Ka Ming (HKG) · 15–14   | Alexandre Bouzaid (SEN) · 15–11  | Rubén Limardo (VEN) · 12–15                                                                                           | kiesett                                                                               | kiesett                                                                                    | kiesett                                                                     | 5.       |
| Aldo Montano                                                   | Kard, egyéni      | erőnyerő          | Valerij Prijomka (BLR) · 15–9 | Diego Occhiuzzi (ITA) · 13–15    | kiesett | kiesett                                                                               | kiesett                                                                                    | kiesett                                                                     | 9.       |
| Diego Occhiuzzi                                                | Kard, egyéni      | erőnyerő          | Liu Xiao (CHN) · 15–9         | Aldo Montano (ITA) · 15–13       | Tim Morehouse (USA) · 15–9                                                                                            | Rareș Dumitrescu (ROU) · 15–11                                                        |                                                                                            | Szilágyi Áron (HUN) · 8–15                                                  |          |
| Luigi Tarantino                                                | Kard, egyéni      | erőnyerő          | Max Hartung (GER) · 14–15     | kiesett                          | kiesett | kiesett                                                                               | kiesett                                                                                    | kiesett                                                                     | 17.      |
| Aldo Montano Diego Occhiuzzi Luigi Tarantino Luigi Samele      | Kard, csapat      |                   |                               |                                  | Fehéroroszország (BLR) · Aljakszandr Bujkevics · Aljakszej Lihacsevszki · Valerij Prijomka · Dzmitrij Lapkesz · 45–44 | Dél-Korea (KOR) · Ku Bongil · Kim Dzsonghvan · Von Ujong · 37–45                      | Oroszország (RUS) · Nyikolaj Kovaljov · Venyiamin Resetnyikov · Alekszej Jakimenko · 45–40 |                                                                             |          |

Női
| Versenyző                                                                | Versenyszám       | Selejtező         | 32-es főtábla                  | Nyolcaddöntő                      | Negyeddöntő                                                                      | Elődöntő                                                                         | Bronz- mérkőzés                                                                           | Döntő                                                                                  | Helyezés |
| Versenyző                                                                | Versenyszám       | Ellenfél Eredmény | Ellenfél Eredmény              | Ellenfél Eredmény                 | Ellenfél Eredmény                                                                | Ellenfél Eredmény                                                                | Ellenfél Eredmény                                                                         | Ellenfél Eredmény                                                                      | Helyezés |
| ------------------------------------------------------------------------ | ----------------- | ----------------- | ------------------------------ | --------------------------------- | -------------------------------------------------------------------------------- | -------------------------------------------------------------------------------- | ----------------------------------------------------------------------------------------- | -------------------------------------------------------------------------------------- | -------- |
| Elisa Di Francisca                                                       | Tőr, egyéni       | erőnyerő          | Mona Saíto (LIB) · 15–2        | Carolin Golubytskyi (GER) · 15–9  | Szugavara Csieko (JPN) · 15–9                                                    | Nam Hjonhi (KOR) · 11–10                                                         |                                                                                           | Arianna Errigo (ITA) · 12–11                                                           |          |
| Arianna Errigo                                                           | Tőr, egyéni       | erőnyerő          | Johana Fuenmayor (VEN) · 15–4  | Kamilla Gafurzjanova (RUS) · 15–7 | Lee Kiefer (USA) · 15–10                                                         | Valentina Vezzali (ITA) · 15–12                                                  |                                                                                           | Elisa Di Francisca (ITA) · 11–12                                                       |          |
| Valentina Vezzali                                                        | Tőr, egyéni       | erőnyerő          | Nisioka Siho (JPN) · 15–8      | Chen Jinyan (CHN) · 15–6          | Ínesz Búbakri (TUN) · 15–7                                                       | Arianna Errigo (ITA) · 12–15                                                     | Nam Hjonhi (KOR) · 13–12                                                                  |                                                                                        |          |
| Elisa Di Francisca Arianna Errigo Valentina Vezzali Ilaria Salvatori     | Tőr, csapat       |                   |                                |                                   | Nagy-Britannia (GBR) · Anna Bentley · Natalia Sheppard · Sophie Troiano · 42–14  | Franciaország (FRA) · Astrid Guyart · Corinne Maîtrejean · Ysaora Thibus · 45–22 |                                                                                           | Oroszország (RUS) · Inna Gyeriglazova · Larisza Korobejnyikova · Aida Sanajeva · 45–31 |          |
| Rossella Fiamingo                                                        | Párbajtőr, egyéni | erőnyerő          | Szató Nozomi (JPN) · 15–11     | Maya Lawrence (USA) · 15–7        | Sun Yujie (CHN) · 14–15                                                          | kiesett                                                                          | kiesett                                                                                   | kiesett                                                                                | 5.       |
| Bianca Del Carretto                                                      | Párbajtőr, egyéni | erőnyerő          | Britta Heidemann (GER) · 13–14 | kiesett                           | kiesett                                                                          | kiesett                                                                          | kiesett                                                                                   | kiesett                                                                                | 17.      |
| Mara Navarria                                                            | Párbajtőr, egyéni | erőnyerő          | Maya Lawrence (USA) · 12–15    | kiesett                           | kiesett                                                                          | kiesett                                                                          | kiesett                                                                                   | kiesett                                                                                | 17.      |
| Bianca Del Carretto Rossella Fiamingo Mara Navarria Nathalie Moellhausen | Párbajtőr, csapat |                   |                                |                                   | Egyesült Államok (USA) · Maya Lawrence · Susie Scanlan · Courtney Hurley · 35–45 | 5–8. helyért · Románia (ROU) · Ana Brânză · Simona Gherman · Anca Măroiu · 38–45 | 5. helyért · Ukrajna (UKR) · Jana Semjakina · Anfisza Pocskalova · Olena Krivicka · 45–40 |                                                                                        | 7.       |
| Gioia Marzocca                                                           | Kard, egyéni      |                   | Pérez Maurice (ARG) · 15–10    | Kim Dzsijon (KOR) · 7–15          | kiesett                                                                          | kiesett                                                                          | kiesett                                                                                   | kiesett                                                                                | 9.       |
| Irene Vecchi                                                             | Kard, egyéni      |                   | Sophie Williams (GBR) · 15–6   | Chen Xiaodong (CHN) · 15–10       | Olha Harlan (UKR) · 9–15                                                         | kiesett                                                                          | kiesett                                                                                   | kiesett                                                                                | 5.       |

## Vízilabda

### Férfi
| Olasz férfi vízilabdacsapat-játékoskeret                                                                                   | Olasz férfi vízilabdacsapat-játékoskeret                                                                         |
| --- | --- |
| - Stefano Tempesti - Amaurys Perez - Niccolò Gitto - Pietro Figlioli - Alex Giorgetti - Maurizio Felugo - Massimo Giacoppo | - Valentino Gallo - Christian Presciutti - Deni Fiorentini - Matteo Aicardi - Danijel Premuš - Giacomo Pastorino |

#### Eredmények
Csoportkör
A csoport
| Csapat              | M | Gy | D | V | G+ | G– | Gk  | P  |
| ------------------- | - | -- | - | - | -- | -- | --- | -- |
| Horvátország (CRO)  | 5 | 5  | 0 | 0 | 50 | 29 | +21 | 10 |
| Olaszország (ITA)   | 5 | 3  | 1 | 1 | 40 | 36 | +4  | 7  |
| Spanyolország (ESP) | 5 | 3  | 0 | 2 | 52 | 42 | +10 | 6  |
| Ausztrália (AUS)    | 5 | 2  | 0 | 3 | 40 | 44 | −4  | 4  |
| Görögország (GRE)   | 5 | 1  | 1 | 3 | 41 | 43 | −2  | 3  |
| Kazahsztán (KAZ)    | 5 | 0  | 0 | 5 | 24 | 53 | −29 | 0  |

| 2012. július 29. 14:10 (15:10) | Olaszország (ITA)    | 8–5         | Ausztrália (AUS) | Water Polo Arena, London Játékvezetők: Boris Margeta (SLO), Radoslaw Koryzna (POL) |
| 2012. július 29. 14:10 (15:10) | (3–0, 2–2, 0–1, 3–2) |             |                  | Water Polo Arena, London Játékvezetők: Boris Margeta (SLO), Radoslaw Koryzna (POL) |
| 2012. július 29. 14:10 (15:10) | Felugo, Giorgetti 2  | Jegyzőkönyv | öt játékos 1     | Water Polo Arena, London Játékvezetők: Boris Margeta (SLO), Radoslaw Koryzna (POL) |

| 2012. július 31. 15:30 (16:30) | Görögország (GRE)          | 7–7         | Olaszország (ITA) | Water Polo Arena, London Játékvezetők: Marijo Brguljan (MNE), Mihajlo Ćirić (SRB) |
| 2012. július 31. 15:30 (16:30) | (2–1, 1–2, 2–3, 2–1)       |             |                   | Water Polo Arena, London Játékvezetők: Marijo Brguljan (MNE), Mihajlo Ćirić (SRB) |
| 2012. július 31. 15:30 (16:30) | Fundúlisz, H. Afrudákisz 2 | Jegyzőkönyv | Presciutti 2      | Water Polo Arena, London Játékvezetők: Marijo Brguljan (MNE), Mihajlo Ćirić (SRB) |

| 2012. augusztus 2. 19:40 (20:40) | Olaszország (ITA)    | 6–11        | Horvátország (CRO) | Water Polo Arena, London Játékvezetők: Juhász György (HUN), Adrian Alexandrescu (ROU) |
| 2012. augusztus 2. 19:40 (20:40) | (3–4, 1–1, 1–3, 1–3) |             |                    | Water Polo Arena, London Játékvezetők: Juhász György (HUN), Adrian Alexandrescu (ROU) |
| 2012. augusztus 2. 19:40 (20:40) | Figlioli, Gallo 2    | Jegyzőkönyv | Bošković, Sukno 3  | Water Polo Arena, London Játékvezetők: Juhász György (HUN), Adrian Alexandrescu (ROU) |

| 2012. augusztus 4. 15:30 (16:30) | Olaszország (ITA)    | 9–6         | Kazahsztán (KAZ)     | Water Polo Arena, London Játékvezetők: Anton Bervoets (NED), Cory Williams (NZL) |
| 2012. augusztus 4. 15:30 (16:30) | (4–2, 4–2, 1–1, 0–1) |             |                      | Water Polo Arena, London Játékvezetők: Anton Bervoets (NED), Cory Williams (NZL) |
| 2012. augusztus 4. 15:30 (16:30) | négy játékos 2       | Jegyzőkönyv | Smigyer, Zsiljajev 2 | Water Polo Arena, London Játékvezetők: Anton Bervoets (NED), Cory Williams (NZL) |

| 2012. augusztus 6. 19:40 (20:40) | Spanyolország (ESP)  | 7–10        | Olaszország (ITA) | Water Polo Arena, London Játékvezetők: Adrian Alexandrescu (ROU), Dragan Stampalija (CRO) |
| 2012. augusztus 6. 19:40 (20:40) | (0–2, 3–4, 2–1, 3–2) |             |                   | Water Polo Arena, London Játékvezetők: Adrian Alexandrescu (ROU), Dragan Stampalija (CRO) |
| 2012. augusztus 6. 19:40 (20:40) | Español 3            | Jegyzőkönyv | Premuš 3          | Water Polo Arena, London Játékvezetők: Adrian Alexandrescu (ROU), Dragan Stampalija (CRO) |

Negyeddöntő
| 32. mérkőzés 2012. augusztus 8. 18:40 (19:40) | Olaszország (ITA)    | 11–9        | Magyarország (HUN) | Water Polo Arena, London Játékvezetők: Georgios Stavridis (GRE), Alan Balfanbayev (KAZ) |
| 32. mérkőzés 2012. augusztus 8. 18:40 (19:40) | (2–2, 3–2, 3–1, 3–4) |             |                    | Water Polo Arena, London Játékvezetők: Georgios Stavridis (GRE), Alan Balfanbayev (KAZ) |
| 32. mérkőzés 2012. augusztus 8. 18:40 (19:40) | három játékos 3      | Jegyzőkönyv | Madaras 3          | Water Polo Arena, London Játékvezetők: Georgios Stavridis (GRE), Alan Balfanbayev (KAZ) |

Elődöntő
| 2012. augusztus 10. 19:50 (20:50) | Olaszország (ITA)    | 9–7         | Szerbia (SRB) | Water Polo Arena, London Játékvezetők: Sergi Sanchez (ESP), Adrian Alexandrescu (ROU) |
| 2012. augusztus 10. 19:50 (20:50) | (4–2, 2–2, 2–1, 1–2) |             |               | Water Polo Arena, London Játékvezetők: Sergi Sanchez (ESP), Adrian Alexandrescu (ROU) |
| 2012. augusztus 10. 19:50 (20:50) | Gallo 3              | Jegyzőkönyv | Udovičić 3    | Water Polo Arena, London Játékvezetők: Sergi Sanchez (ESP), Adrian Alexandrescu (ROU) |

Döntő
| 2012. augusztus 12. 15:50 (16:50) | Horvátország (CRO)   | 8–6         | Olaszország (ITA) | Water Polo Arena, London Játékvezetők: Sergi Sancherz (ESP), Juhász György (HUN) |
| 2012. augusztus 12. 15:50 (16:50) | (1–2, 2–0, 2–1, 3–3) |             |                   | Water Polo Arena, London Játékvezetők: Sergi Sancherz (ESP), Juhász György (HUN) |
| 2012. augusztus 12. 15:50 (16:50) | Joković 3            | Jegyzőkönyv | Felugo 3          | Water Polo Arena, London Játékvezetők: Sergi Sancherz (ESP), Juhász György (HUN) |

| Csapat            | Helyezés |
| ----------------- | -------- |
| Olaszország (ITA) |          |

### Női
| Olasz női vízilabdacsapat-játékoskeret                                                                           | Olasz női vízilabdacsapat-játékoskeret                                                                        |
| --- | --- |
| - Elena Gigli - Simona Abbate - Elisa Casanova - Federica Radicchi - Pelle Anikó - Allegra Lapi - Tania Di Mario | - Roberta Bianconi - Giulia Emmolo - Giulia Rambaldi - Aleksandra Cotti - Teresa Frassinetti - Giulia Gorlero |

#### Eredmények
Csoportkör
B csoport
| Csapat               | M | Gy | D | V | G+ | G– | Gk  | P |
| -------------------- | - | -- | - | - | -- | -- | --- | - |
| Ausztrália (AUS)     | 3 | 3  | 0 | 0 | 37 | 19 | +18 | 6 |
| Oroszország (RUS)    | 3 | 2  | 0 | 1 | 22 | 21 | +1  | 4 |
| Olaszország (ITA)    | 3 | 1  | 0 | 2 | 22 | 22 | 0   | 2 |
| Nagy-Britannia (GBR) | 3 | 0  | 0 | 3 | 14 | 33 | −19 | 0 |

| 2012. július 30. 18:20 (19:20) | Olaszország (ITA)    | 8–10        | Ausztrália (AUS) | Water Polo Arena, London Játékvezetők: Steven Rotsart (USA), Juhász György (HUN) |
| 2012. július 30. 18:20 (19:20) | (1–2, 3–2, 0–4, 4–2) |             |                  | Water Polo Arena, London Játékvezetők: Steven Rotsart (USA), Juhász György (HUN) |
| 2012. július 30. 18:20 (19:20) | Di Mario, Radicchi 2 | Jegyzőkönyv | Gynther 3        | Water Polo Arena, London Játékvezetők: Steven Rotsart (USA), Juhász György (HUN) |

| 2012. augusztus 1. 15:30 (16:30) | Olaszország (ITA)    | 4–7         | Oroszország (RUS) | Water Polo Arena, London Játékvezetők: Sergi Sanchez (ESP), German Moller (ARG) |
| 2012. augusztus 1. 15:30 (16:30) | (0–1, 1–1, 1–4, 2–1) |             |                   | Water Polo Arena, London Játékvezetők: Sergi Sanchez (ESP), German Moller (ARG) |
| 2012. augusztus 1. 15:30 (16:30) | Di Mario 2           | Jegyzőkönyv | Liszunova 3       | Water Polo Arena, London Játékvezetők: Sergi Sanchez (ESP), German Moller (ARG) |

| 2012. augusztus 3. 14:10 (15:10) | Nagy-Britannia (GBR) | 5–10        | Olaszország (ITA)    | Water Polo Arena, London Játékvezetők: Germán Moller (ARG), Makita Kazuhiko (JPN) |
| 2012. augusztus 3. 14:10 (15:10) | (2–4, 1–2, 1–2, 1–2) |             |                      | Water Polo Arena, London Játékvezetők: Germán Moller (ARG), Makita Kazuhiko (JPN) |
| 2012. augusztus 3. 14:10 (15:10) | Gibson-Byrne 2       | Jegyzőkönyv | Emmolo, Di Mario 3-3 | Water Polo Arena, London Játékvezetők: Germán Moller (ARG), Makita Kazuhiko (JPN) |

Negyeddöntő
| 2012. augusztus 5. 19:00 (20:00) | Egyesült Államok (USA) | 9–6         | Olaszország (ITA) | Water Polo Arena, London Játékvezetők: Adrian Alexandrescu (ROU), Mihajlo Ćirić (SRB) |
| 2012. augusztus 5. 19:00 (20:00) | (3–3, 3–0, 0–1, 3–2)   |             |                   | Water Polo Arena, London Játékvezetők: Adrian Alexandrescu (ROU), Mihajlo Ćirić (SRB) |
| 2012. augusztus 5. 19:00 (20:00) | Seidemann 3            | Jegyzőkönyv | Di Mario 3        | Water Polo Arena, London Játékvezetők: Adrian Alexandrescu (ROU), Mihajlo Ćirić (SRB) |

Az 5–8. helyért
| 2012. augusztus 7. 14:10 (15:10) | Olaszország (ITA)    | 10–14       | Kína (CHN)    | Water Polo Arena, London Játékvezetők: Szvetlana Dreval (RUS), Anton Bervoets (NED) |
| 2012. augusztus 7. 14:10 (15:10) | (2–5, 2–5, 2–2, 4–2) |             |               | Water Polo Arena, London Játékvezetők: Szvetlana Dreval (RUS), Anton Bervoets (NED) |
| 2012. augusztus 7. 14:10 (15:10) | Di Mario 4           | Jegyzőkönyv | hat játékos 2 | Water Polo Arena, London Játékvezetők: Szvetlana Dreval (RUS), Anton Bervoets (NED) |

A 7. helyért
| 2012. augusztus 9. 14:30 (15:30) | Olaszország (ITA)    | 11–7        | Nagy-Britannia (GBR) | Water Polo Arena, London Játékvezetők: Daniel Flahive (AUS), Juhász György (HUN) |
| 2012. augusztus 9. 14:30 (15:30) | (2–3, 4–0, 3–2, 2–2) |             |                      | Water Polo Arena, London Játékvezetők: Daniel Flahive (AUS), Juhász György (HUN) |
| 2012. augusztus 9. 14:30 (15:30) | Di Mario 4           | Jegyzőkönyv | McCann, Clayton 2    | Water Polo Arena, London Játékvezetők: Daniel Flahive (AUS), Juhász György (HUN) |

| Csapat            | Helyezés |
| ----------------- | -------- |
| Olaszország (ITA) | 7.       |